# 近藤隆
近藤 隆（こんどう たかし、1979年5月12日 - ）は、日本の男性声優、ナレーター、歌手。愛知県岡崎市出身。アンバーノート所属。

## 来歴
アミューズメントメディア総合学院卒。紅屋25時（アットウィル）、ビーボを経て、アンバーノート所属。
高校3年生で進路を決める時に、漠然と「芸能の仕事に携わりたい」と思った。しかし背が低いため、テレビドラマに出演するには女優とのバランスもあり難しく、舞台俳優になるには体力が無い方だったことから「しんどいだろう」と思った。その時に「自分に何ができるか」を消去法で考えて、小学校の頃から授業で朗読をすると褒められていたことを思い出して、声優になろうと思い立つ。それまで小さい頃から職業としての声優があることは知っていたが、実際に「なりたい」と考えていたことはなかった。学生時代の芝居経験については学生演劇への参加や、演劇部の手伝いをしたことはあった。
初レギュラーは『キャプテン翼（2001年版）』の森崎有三役。
テレビアニメ初主演である『BLACK CAT』のトレイン＝ハートネット役で知名度を上げ、それ以降はアニメを中心に活躍している。
2007年からは歌手活動もするようになり、音楽CDの発売が増えた。『家庭教師ヒットマンREBORN!』のキャラクター「雲雀恭弥VS六道骸」名義で発売したキャラクターソング兼、番組EDテーマ「Sakura addiction」（2種）がオリコンシングル週間ランキングでは2枚の合算集計ながら初登場7位、11月期月間ランキングでは11位と、男性声優によるキャラクターソングとしては異例のロングヒットを記録した。
2022年3月31日、ビーボ営業終了に伴い、翌・4月1日よりアンバーノートへ移籍。
死去した塩沢兼人や辻谷耕史から持ち役の一部を引き継いでいる。

## 人物
『BLACK CAT』の連載元だった『週刊少年ジャンプ』については『ドラゴンボール』の連載開始号が読み始めだった。『週刊少年ジャンプ』の連載の漫画作品についてはどの作品もどのキャラクターも、人物としてイキイキしているのが好きだといい、人物が魅力的であれば話も面白くなると思うため、そういう作品が多いと読み応えがあるという。『週刊少年ジャンプ』の連載漫画原作のアニメで好きなのは『SLAM DUNK』。本編はもちろん好きだが、エンディングが好きだったといい、その時は本編は見逃してもエンディングが見られればそれなりに満足できた。一方、当時の友人からは「お前は変わってる」と言われたという。『週刊少年ジャンプ』の連載の漫画作品での「あなたの心のヒーロー」については多数いるが、あえて1人挙げると前述の通り『ドラゴンボール』が初めて読んだ作品だったため、主人公の孫悟空がイメージとして強く心に残っているという。
趣味は猫と遊ぶ、麻雀、昼寝、読書。特技は弓道。
4人兄弟の長男。

## 出演
太字はメインキャラクター。

### テレビアニメ
1999年
- POWER STONE（町人、船の客、街の人々、観衆）

2001年
- X -エックス-（上級生）
- キャプテン翼（2001年版）（2001年 - 2002年、森崎有三、カルツ、ペペ）
- 爆転シュート ベイブレード（ミゲル）

2002年
- 七人のナナ（上賀茂裕二、巴町、宅配屋、乗客、アベック男 他）
- テニスの王子様（白玉）
- ドラゴンドライブ（キャプテン、高校生B、オペレーター1）

2003年
- 明日のナージャ（ホセの助手）
- 犬夜叉（喜助）
- スクラップド・プリンセス（レオポルド・スコルプス〈レオ〉）
- DEAR BOYS（高階トウヤ）
- ハングリーハート WILD STRIKER（小沢）

2004年
- 頭文字D Fourth Stage（西山）
- グレネーダー 〜ほほえみの閃士〜（兵士、門番、警備兵、町人）
- サムライチャンプルー（海賊 他）
- それいけ!ズッコケ三人組（高橋）
- 蒼穹のファフナー（クルー、通信官）
- 天上天下（クズ男、少年2、黒スーツ1、部下A）
- 遙かなる時空の中で-八葉抄-（部下、男）
- 鋼の錬金術師（男D）
- 妄想代理人

2005年
- いちご100%（大草）
- ガラスの仮面（2005年版）（長谷川）
- NARUTO -ナルト-（2005年 - 2006年、侍、兵士頭、料理忍者）
- BLACK CAT（トレイン＝ハートネット）
- ポケットモンスター アドバンスジェネレーション（トシキ）
- まじめにふまじめ かいけつゾロリ（隊員）

2006年
- ウィンターガーデン（客A、男性客）
- 桜蘭高校ホスト部（男B）
- おとぎ銃士 赤ずきん（ディートマルシュ）
- 家庭教師ヒットマンREBORN!（雲雀恭弥、風、ロール、リーチ、アラウディ 他）
- 牙 -KIBA-（ジーム、ヌデュー、タスク兵B）
- スパイダーライダーズ 〜オラクルの勇者たち〜（2006年 - 2007年、シャドウ） - 2シリーズ
- 奏光のストレイン（ラルフ・ウィーレック）
- ぜんまいざむらい（謎の天蓋男、瓦バンバン、怪盗ゼニこうもり）
- 蒼天の拳（霞羅門・馬賊3）
- ちょこッとSister（芦原）
- ひまわりっ!（2006年 - 2007年、米澤君、ナナフシ、男子校選手、ライク、ムカデマン 他） - 2シリーズ
- MÄR-メルヘヴン-（男）
- 夜明け前より瑠璃色な 〜Crescent Love〜（ユルゲン・フォン・クリューゲル）
- RED GARDEN（J・C、検査官1、男A）
- ロックマンエグゼBEAST（土太郎） - 2シリーズ

2007年
- OverDrive（氷室カズシ、不良、先生、選手、観客 他）
- CLAYMORE（村人D、テオの町人F）
- ご愁傷さま二ノ宮くん（吉田平介）
- シグルイ（柳生宗矩、舟木数馬）
- シャイニング・ティアーズ・クロス・ウィンド（キルレイン）
- 素敵探偵ラビリンス（椋野利昌）
- 天元突破グレンラガン（キッド・コイーガ、オペレーター、モギュー、カッパ獣人、科学者 他）
- ひだまりスケッチ（テレビの音声1）
- ヒロイック・エイジ（イオラオス・オズ・メヒリム）
- BLEACH（ディ・ロイ・リンカー、警官、フィンドール・キャリアス）
- ぷるるんっ!しずくちゃん あはっ☆（果物屋店員）
- Myself ; Yourself（男）

2008年
- あまつき（弥七）
- かのこん（桐山臣）
- ゴルゴ13（ケリー）
- 絶対可憐チルドレン（バレット）
- TYTANIA -タイタニア-（アリアバート・タイタニア）
- NARUTO -ナルト- 疾風伝（2008年 - 2016年、鬼灯水月、絵本に描かれていた少年・シン、霜の国の大名、初代土影・イシカワ、インドラ）
- 爆丸バトルブローラーズ（ファウスト）
- 破天荒遊戯（村人）
- 無限の住人（斉藤応為辰政）
- モノクローム・ファクター（キョウ）

2009年
- アラド戦記〜スラップアップパーティー〜（バロン・アベル、ブラックキャット）
- 鋼殻のレギオス（トロイアット・ギャバネスト・フィランディン）
- 生徒会の一存（2009年 - 2013年、杉崎鍵） - 2シリーズ

2010年
- いちばんうしろの大魔王（紗伊阿九斗）
- FAIRY TAIL（2010年 - 2024年、ヒビキ・レイティス） - 4シリーズ

2011年
- 異国迷路のクロワーゼ The Animation（クロード・クローデル）
- 世界一初恋（小野寺律） - 2シリーズ
- プリティーリズム・オーロラドリーム（ショウ、記者）
- 変ゼミ（あんなの兄）

2012年
- バトルスピリッツ 覇王（芹沢イサミ）
- プリティーリズム・ディアマイフューチャー（ショウ、若い頃の阿世知金太郎）
- 名探偵コナン（2012年 - 2023年、佐々原京之介、芦塚徳則、更家大輝、尾久将也、小久保将、藤木一馬）
- めだかボックス アブノーマル（画図町筆）

2013年
- 義風堂々!! 兼続と慶次（柳生宗章）
- 銀河機攻隊 マジェスティックプリンス（ダン）
- 幻影ヲ駆ケル太陽（ケルブレム）
- 絶対防衛レヴィアタン（レヴィアタンの兄）
- DIABOLIK LOVERS（2013年 - 2015年、逆巻スバル） - 2シリーズ
- NARUTO -ナルト- SD ロック・リーの青春フルパワー忍伝（水月）
- プリティーリズム・レインボーライブ（涼野弦、審判）
- やはり俺の青春ラブコメはまちがっている。（2013年 - 2020年、葉山隼人） - 3シリーズ
- メタルファイト ベイブレード ZEROG（カルラ）

2014年
- 金田一少年の事件簿R（杉本潤）
- ダイヤのA（長緒アキラ）
- 僕らはみんな河合荘（西園寺〈黒川〉）
- レディ ジュエルペット（プリンス・ロメオ）
- オレカバトル（魔海将フィスカ）

2015年
- Dance with Devils（楚神ウリエ）
- バトルスピリッツ 烈火魂（白銀謙信）

2016年
- 大家さんは思春期!（前田）
- スカーレッドライダーゼクス（津賀ユゥジ）
- ツキウタ。 THE ANIMATION（2016年 - 2020年、長月夜） - 2シリーズ
- 刀剣乱舞-花丸-（2016年 - 2018年、小狐丸） - 2シリーズ
- 91Days（アヴィリオ）
- B-PROJECT〜鼓動*アンビシャス〜（若王子竜之介）

2017年
- エルドライブ【ēlDLIVE】（溝口健 / グッチー、デミル艦艦長）
- 喧嘩番長 乙女 -Girl Beats Boys-（坂口春生）
- 活撃 刀剣乱舞（小狐丸）
- 地獄少女 宵伽（吉岡哲哉）
- BORUTO-ボルト- NARUTO NEXT GENERATIONS（2017年 - 2020年、鬼灯水月、初代土影 イシカワ）
- 将国のアルタイル（ボルツマン）

2018年
- 伊藤潤二『コレクション』（マリオ）
- つくもがみ貸します（幸之助）

2019年
- みだらな青ちゃんは勉強ができない（矢部総一郎）

2020年
- ID:INVADED イド:インヴェイデッド（白岳仙之介）
- ＜Infinite Dendrogram＞-インフィニット・デンドログラム-（エルドリッジ）
- シャドウバース（2020年 - 2024年、牙倉セイヤ） - 2シリーズ

2021年
- アイ★チュウ（枢木睦月）
- 蜘蛛ですが、なにか?（サイリス）
- ドラゴン、家を買う。（ヒューイ）
- バクテン!!（築館敬助）
- 擾乱 THE PRINCESS OF SNOW AND BLOOD（及川）
- アイドリッシュセブン Third BEAT!（2021年 - 2023年、御堂虎於） - 2シリーズ

2022年
- ポケットモンスター（ビリー）
- 乙女ゲー世界はモブに厳しい世界です（ダン）

2024年
- 刀剣乱舞 廻 -虚伝 燃ゆる本能寺-（小狐丸）
- 魔導具師ダリヤはうつむかない（アルフィオ・ジオーネ）

2025年
- 魔法使いの約束（オズ）
- 異修羅（麻の雫のミリュウ）

### 劇場アニメ
2000年代
- 茄子 アンダルシアの夏（2003年、友人B）
- 劇場版 遙かなる時空の中で 舞一夜（2006年、若い貴族）
- トップをねらえ2!劇場版（2006年、ワシーリ・イワノヴィチ）
- 劇場版 天元突破グレンラガン 紅蓮編（2008年、キッド・コイーガ）

2010年代
- 鬼神伝（2011年、源頼光）
- 劇場版 世界一初恋 〜横澤隆史の場合〜（2014年、小野寺律）
- 劇場版マジェスティックプリンス 覚醒の遺伝子（2016年、ダニエル・エイドリアン・クリストフ・エマール・バルリング・プレンドル・サトウ）
- KING OF PRISM -PRIDE the HERO-（2017年、審判）
- Dance with Devils-Fortuna-（2017年、楚神ウリエ）
- コードギアス 反逆のルルーシュ II・III（2018年、クラウディオ・S・ダールトン） - 2作品

2020年代
- 世界一初恋 〜プロポーズ編〜（2020年、小野寺律）
- 宇宙戦艦ヤマト2205 新たなる旅立ち（2022年、坂巻浪郎）
- 機動戦士ガンダム ククルス・ドアンの島（2022年、ジョブ・ジョン）
- 映画 バクテン!!（2022年、築館敬助）
- 特『刀剣乱舞-花丸-』〜月ノ巻〜、〜華ノ巻〜（2022年、小狐丸）
- 劇場版アイドリッシュセブン LIVE 4bit BEYOND THE PERiOD（2023年、御堂虎於）
- RABBITS KINGDOM THE MOVIE（2024年、長月夜）
- KING OF PRISM-Your Endless Call-み〜んなきらめけ!プリズム☆ツアーズ（2025年、ショウ）

### OVA
2001年
- Malice@Doll（フレディ・リッカー）

2005年
- いちご100% -こころ変わりは突然に!?編-（男子生徒）
- きらめき☆プロジェクト（2005年 - 2006年、マコト）
- 円盤皇女ワるきゅーレ 星霊節の花嫁（男子生徒）
- リバースムーン ディバージェンス（ユアン・ミルワース）

2006年
- _summer（海津匠）
- トップをねらえ2!（ワシーリ・イワノヴィチ）

2009年
- 家庭教師ヒットマンREBORN! ジャンプスーパーアニメツアー2009 ボンゴレ式修学旅行、来る! THE COMPLETE MEMORIAL（雲雀恭弥）
- かのこん 〜真夏の大謝肉祭〜（桐山臣）
- トリコ（トリコ）

2010年
- 絶対可憐チルドレン 〜愛多憎生!奪われた未来?〜（バレット）

2011年
- 世界一初恋 〜小野寺律の場合〜（小野寺律）

2012年
- みのりスクランブル!（副会長）

2014年
- WILD ADAPTER（木場治）

2015年
- DIABOLIK LOVERS（逆巻スバル）※PlayStation Vita専用ソフト「DIABOLIK LOVERS DARK FATE」 アニメイト限定セット付属のオリジナルアニメーションDVD
- ノラガミ 15巻オリジナル・アニメーションDVD付き限定版（斜溝正史）
- 堀さんと宮村くん -好きだ- OVA3巻（進藤晃一）
- WILD ADAPTER -航KOU-（木場治)

### Webアニメ
- Starry☆Sky（2010年、白鳥弥彦、他校生徒〈1〉、若教師）
- ヘタリア The Beautiful World（2013年、主人公）
- ホイッスル!（ボイスリメイク版）（2016年、渋沢克朗[70]）
- THE KING OF FIGHTERS: DESTINY（2017年、テリー・ボガード）
- 天下統一恋の乱〜出陣！雑賀4人衆〜（2018年、霧隠才蔵）
- ケンガンアシュラ（2019年、暮石光世） - 2シリーズ [一覧 13]
- 伊藤潤二『マニアック』（2023年、島田[71]）

### ゲーム
2000年
- GUILTY GEAR X（ファウスト、ポチョムキン）

2002年
- GUILTY GEAR XX（ファウスト、ポチョムキン）

2003年
- GUILTY GEAR XX #RELOAD（ファウスト、ポチョムキン）
- 三國志戦記2（張任、張苞）

2004年
- 犬夜叉 〜呪詛の仮面〜（枢木みちる）

2005年
- GUILTY GEAR XX / -SLASH-（ファウスト、ポチョムキン）
- リバースムーン（ユアン・ミルワース）

2006年
- GUILTY GEAR Dust Strikers（ファウスト、ポチョムキン）
- GUILTY GEAR XX Λ CORE -ACCENT CORE-（ファウスト、ポチョムキン）
- 聖剣伝説4（ストラウド）
- BLACK CAT〜機械仕掛けの天使〜（トレイン＝ハートネット）
- マーメイドプリズム（シドウ・ソフォクレス）
- 水の旋律2 〜緋の記憶〜（明月涼）

2007年
- アガレスト戦記（レオンハルト、レックス）
- 家庭教師ヒットマンREBORN! シリーズ（雲雀恭弥）
  - DS 死ぬ気MAX! ボンゴレカーニバル!!
  - DS フレイムランブル 骸強襲!
  - ドリームハイパーバトル! 死ぬ気の炎と黒き記憶
  - DS フレイムランブル開炎 リング争奪戦!

- Let's暗殺!? 狙われた10代目!
- GALAXY ANGEL II 無限回廊の鍵（ロゼル・マティウス）
- 召喚少女 〜ElementalGirl Calling〜（レッジ・オーキス）
- 翡翠の雫 緋色の欠片2（御子柴圭）
- BLACK CAT〜黒猫の協奏曲〜（トレイン＝ハートネット）
- 令嬢探偵〜オフィスラブ事件慕〜（加藤浩一、志摩亮次）

2008年
- 妖ノ宮（狐塚聖）
- 家庭教師ヒットマンREBORN!（雲雀恭弥）
  - ドリームハイパーバトル! wii
  - DS ボンゴレ式 対戦バトルすごろく
  - DS フェイトオブヒート 炎の運命
  - DS フレイムランブル超 燃えよ未来
  - 狙え!? リング×ボンゴレトレーナーズ
  - バトルアリーナ

- GUILTY GEAR XX Λ CORE PLUS（ファウスト、ポチョムキン）
- スーパーロボット大戦Z（トビー・ワトソン）
- スペクトラルフォース ジェネシス（ランディア）
- 花より男子 -恋せよ女子（おとめ）!-（美作あきら）
- 遙かなる時空の中で 夢浮橋（北斗星君）
- Real Rode（ナオヤ）

2009年
- 悪魔城ドラキュラ ジャッジメント（ラルフ・ベルモンド）
- S.Y.K 〜新説西遊記〜（蘭花 / 蘇芳）
- GARNET CRADLE（勅使川原透矢）
- 家庭教師ヒットマンREBORN! BATTLE ARENA2 スピリットバースト（雲雀恭弥）
- GALAXY ANGEL II 永劫回帰の刻（ロゼル・マティウス）
- SIGNAL（黒峰冬哉）
- 真・翡翠の雫 緋色の欠片2（御子柴圭）
- Starry☆Sky 〜in Summer〜（白鳥弥彦）
- セイクリッドブレイズ -SACRED BLAZE-（アレクシード）
- タクトオブマジック
- トリニティ・ユニバース（ラスボス・スザク）
- NARUTO -ナルト- 疾風伝 ナルティメットアクセル3（鬼灯水月）
- NARUTO -ナルト- 疾風伝 龍刃記（鬼灯水月）
- NUGA-CEL!（ナレーション）
- 遙かなる時空の中で 夢浮橋 Special（北斗星君）

2010年
- アガレスト戦記2（レオンハルト）※DLC配信
- あすか! 〜僕ら星灯高校野球団〜（倉岡透）
- S.Y.K 〜蓮咲伝〜（蘭花 / 蘇芳）
- S.Y.K 〜新説西遊記〜 Portable（蘭花 / 蘇芳）
- GARNET CRADLE sugary sparkle（The prince of SAPPIRE / 勅使川原透矢）
- サモンナイトグランテーゼ 滅びの剣と約束の騎士（ジェド）
- 真・翡翠の雫 緋色の欠片2 ポータブル（御子柴圭）
- スカーレッドライダーゼクス（津賀・ユゥジ）
- 好きです鈴木くん!! 4人の鈴木くん（鈴木忍）
- Starry☆Sky 〜in Summer〜 Portable（白鳥弥彦）
- 天下一★戦国LOVERS DS（伊達政宗）
- 二世の契り（暁月）
- BLUE ROSES 〜妖精と青い瞳の戦士たち〜（ロンダリオ）
- 魔法使いとご主人様 New Ground〜Wizard and the master〜（ミラー＝フェルデナンデス）
- Real Rode PORTABLE（ナオヤ）
- がーるず★パラダイス 〜逆ハーレム編集部〜（小出松俊介）

2011年
- S.Y.K 〜蓮咲伝〜 Portable（蘭花 / 蘇芳）
- GARNET CRADLE Portable 〜鍵の姫巫女〜（勅使川原透矢）
- スカーレッドライダーゼクス -STARDUST LOVERS-（津賀・ユゥジ）
- Starry☆Sky 〜After Summer〜（白鳥弥彦）
- スト☆マニ 〜Strobe☆Mania〜（桐生正宗）
- 二世の契り 想い出の先へ（暁月）
- 華ヤカ哉、我ガ一族 キネマモザイク（小野田秀男）
- 遙かなる時空の中で5（桂小五郎）

2012年
- アブナイ恋の捜査室（藤守賢史）
- UNDER NIGHT IN-BIRTH（カーマイン）
- 官能昔話 ポータブル（ゼウス）
- コール オブ デューティ ブラックオプス2 （吹替版）
- スカーレッドライダーゼクスI + FD ポータブル（津賀・ユゥジ）
- Solomon's Ring 〜火の章〜（パイモン）
- DIABOLIK LOVERS（逆巻スバル）
- テイルズ オブ エクシリア2（ルドガー・ウィル・クルスニク、ヴィクトル）
- FAIRY TAIL ゼレフ覚醒（ヒビキ・レイティス）

2013年
- UNDER NIGHT IN-BIRTH Exe:Late（カーマイン）
- 大正鬼譚（相馬出流）
- DIABOLIK LOVERS MORE,BLOOD（逆巻スバル）
- DIABOLIK LOVERS LIMITED V EDITION（逆巻スバル）
- ドットカレシ-We're 8bit Lovers!- I 〜でんせつのおとめ〜（まほうつかい）
- NARUTO -ナルト- 疾風伝 ナルティメットストーム3（鬼灯水月）
- 華ヤカ哉、我ガ一族 黄昏ポウラスタ（小野田秀男）
- やはりゲームでも俺の青春ラブコメはまちがっている。（葉山隼人）
- ラスプレ｜Last Precious（スフィル）

2014年
- 穢翼のユースティア Angel's blessing（カイム・アストレア）
- 王子様のプロポーズ Love Tiara（キース・アルフォード）
- 神様のカレイドスコープ（松永久秀）
- 恋人は専属SP Love Mission（一柳昴）
- ALICE=ALICE（黒うさぎ）
- モンスター烈伝 オレカバトル（魔海将フィスカ）
- UNDER NIGHT IN-BIRTH Exe:Late[st]（カーマイン）
- CV 〜キャスティングボイス〜（響耕輔）
- GUILTY GEAR Xrd -SIGN-（ファウスト、ポチョムキン）
- 大正鬼譚〜言ノ葉櫻〜（相馬出流）
- DIABOLIK LOVERS VANDEAD CARNIVAL（逆巻スバル）
- テイルズ オブ アスタリア（ルドガー・ウィル・クルスニク）
- テイルズ オブ ザ ワールド レーヴ ユナイティア（ルドガー・ウィル・クルスニク）
- NARUTO -ナルト- 疾風伝 ナルティメットストームレボリューション（鬼灯水月）
- プリズン・プリンス〜逃げて、隠れて、恋をして〜（月舘椿）
- マーメイド・ゴシック（エリアス＝ミスト）

2015年
- アイ★チュウ（枢木睦月）
- アブナイ恋の捜査室 〜Eternal Happiness〜（藤守賢史）
- 鏡の中のプリンセス Love Palace（ゼル＝ロンド）
- GUILTY GEAR Xrd -REVELATOR-（ファウスト、ポチョムキン）
- シチュエーションカレシ（契約カレシ/ルーシェ）
- ジョジョの奇妙な冒険 アイズオブヘブン（リキエル）
- 新装版 魔法使いとご主人様（ミラー＝フェルデナンデス）
- スカーレッドライダーゼクス Rev.（津賀ユゥジ）
- 第3次スーパーロボット大戦Z 天獄篇（トビー・ワトソン）
- ダウト〜嘘つきオトコは誰?〜（唯川至）
- 艶が〜る プレミアム (徳川慶喜）
- DIABOLIK LOVERS DARK FATE（逆巻スバル）
- DIABOLIK LOVERS MORE,BLOOD LIMITED V EDITION（逆巻スバル）
- 刀剣乱舞-ONLINE-（小狐丸）
- 薄桜鬼 真改 風ノ章（三木三郎）
- 華ヤカ哉、我ガ一族 幻燈ノスタルジィ（小野田秀男）
- 百華夜光（東雲）
- 夢王国と眠れる100人の王子様（リーヤ）
- LOVE☆スクランブル（一柳昴、霧隠才蔵、キース・アルフォード）
- らぶらぶつんつん 新婚ダーリン（奧野眞也）
- レンドフルール（ギスラン）

2016年
- 乖離性ミリオンアーサー（侍従型パジェック、異界型ルドガー）
- 喧嘩番長 乙女（坂口春生）
- GODGAMES（大魔王オルファス、天下布武の信長、忠義の三成、マーリン、ミスリルのマギン、俊足のゴブスピード）
- ザ・キング・オブ・ファイターズ シリーズ（2016年 - 2022年、テリー・ボガード） - 4作品
- スカーレッドライダーゼクス -青と紅の狂詩曲（ラプソディ）-（津賀ユゥジ）
- スカルガールズ 2ndアンコール（サムソン）
- ダウト〜嘘つきオトコは誰?〜（唯川至）
- Dance with Devils（楚神ウリエ）
- DIABOLIK LOVERS LUNATIC PARADE（逆巻スバル）
- テイルズ オブ リンク（ルドガー・ウィル・クルスニク）
- 天下統一恋の乱 Love Ballad（霧隠才蔵）
- NARUTO -ナルト- 疾風伝 ナルティメットストーム4（鬼灯水月）
- 薄桜鬼 真改 華ノ章（三木三郎）
- 薄桜鬼 遊戯録 隊士達の大宴（三木三郎）
- 遙かなる時空の中で6 幻燈ロンド（藤堂尚哉）
- やはりゲームでも俺の青春ラブコメはまちがっている。続（葉山隼人）
- 悠久のティアブレイド -Lost Chronicle-（ヤジュル）

2017年
- アイドリッシュセブン（2017年 - 2024年、御堂虎於）
- UNDER NIGHT IN-BIRTH Exe:Late[st]（カーマイン）
- いただきストリート ドラゴンクエスト&ファイナルファンタジー 30th ANNIVERSARY（ネルゲル）
- カクテル王子（トム・コリンズ）
- GUILTY GEAR Xrd REV 2（ファウスト、ポチョムキン）
- キャプテン翼〜たたかえドリームチーム〜（ヘルナンデス）
- 喧嘩番長 乙女 〜完全無欠のマイハニー〜（坂口春生）
- 神撃のバハムート（ルゼナク）
- ソニック フォース（インフィニット）
- ツキトモ。-TSUKIUTA.12 memories-（長月夜）
- ツキノパラダイス。（長月夜）
- DIABOLIK LOVERS LOST EDEN（逆巻スバル）
- テイルズ オブ ザ レイズ（2017年 - 2022年、ルドガー・ウィル・クルスニク / フル骸殻ルドガー、ヴィクトル）
- 夢間集（引夢）
- 悠久のティアブレイド -Fragments of Memory-（ヤジュル）
- ワールドクロスサーガ -時と少女と鏡の扉-（徳川家康、アザゼル）

2018年
- グラフィティスマッシュ（ライゼ）
- イケメンライブ　恋の歌をキミに（藍墨晃揮）
- エフェメラル -FANTASY ON DARK-（シバ）
- 片恋いコントラスト -way of parting-（檜渡鈴太朗）
- 世界一初恋（小野寺律）
- Dance with Devils My Carol（楚神ウリエ）
- BLAZBLUE CROSS TAG BATTLE（カーマイン）
- 文豪とアルケミスト（直木三十五）

2019年
- GOD EATER RESONANT OPS（ルドガー・ウィル・クルスニク）
- 喧嘩番長 乙女 2nd Rumble !!（坂口春生）
- ファイティングEXレイヤー（テリー・ボガード） - DLC追加キャラクター
- 大乱闘スマッシュブラザーズ SPECIAL（テリー・ボガード） - DLC追加キャラクター
- CARAVAN STORIES（ヨルド、当主ヨルド）
- ドラゴンクエストX オンライン（天馬ファルシオン / シオン、冥王ネルゲル）
- DIABOLIK LOVERS CHAOS LINEAGE（逆巻スバル）
- ブラックスター -Theater Starless-（黒曜）
- 魔法使いの約束（オズ）

2020年
- グランブルーファンタジー（2020年 - 2024年、ネハン）
- アークナイツ（イグゼキュター）
- 華麗なる宮廷の女たち（怡親王）
- 聖剣伝説3 TRIALS of MANA（黒の貴公子、リロイ）
- 遙かなる時空の中で7（平島義近）
- テイルズ オブ クレストリア（ルドガー・ウィル・クルスニク）
- シャドウバース チャンピオンズバトル（牙倉セイヤ）
- アイ★チュウ Étoile Stage（枢木睦月）
- エリオスライジングヒーローズ（ウィル・スプラウト）
- ビルシャナ戦姫 〜源平飛花夢想〜（佐藤継信）
- 三国志名将伝（司馬懿、張郃）

2021年
- 食物語（雲托八鮮）
- バディミッション BOND（アーロン）
- 聖闘士星矢 ライジングコスモ（天貴星グリフォン・ミーノス）
- GUILTY GEAR -STRIVE-（ポチョムキン、ファウスト）

2022年
- ブレイブリーデフォルト ブリリアントライツ（ルーファス）
- ファイアーエムブレム ヒーローズ（ガルザス、セイン）
- バースセイバー（主水・アスヤ）
- ラディアンテイル（ジーニア）
- 共闘ことばRPG コトダマン（樹）
- 穢翼のユースティア（カイム・アストレア）
- コードギアス 反逆のルルーシュ ロストストーリーズ（2022年 - 2023年、クラウディオ・S・ダールトン）
- フェアリーフェンサー エフ Refrain Chord（オール）
- ドラゴンクエストX 目覚めし五つの種族 オフライン（ネルゲル）

2023年
- ドラゴンクエストX 眠れる勇者と導きの盟友 オフライン（天馬ファルシオン）
- ラディアンテイル 〜ファンファーレ！〜（ジーニア）
- NARUTO X BORUTO ナルティメットストームコネクションズ（鬼灯水月、大筒木インドラ）
- ファイナルファンタジーXVI

2024年
- アナザーエデン 時空を超える猫（テリー・ボガード）
- ストリートファイター6（テリー・ボガード）
- 原神（オロルン）
- アッシュエコーズ-Ash Echoes-（百里屠蘇）

2025年
- 餓狼伝説 City of the Wolves（テリー・ボガード）
- BLEACH Rebirth of Souls（ディ・ロイ・リンカー）
- 勿ノ怪契リ（佐吉）
- 新月同行（カラス）

### 携帯コンテンツ・アプリ
- セフィロト〜時の世界樹〜（逆巻スバル）
- ツキノパーク（長月夜）
- ネオロマンス♥ゲームノベル ラブφサミット（ジャン=マリー・瑠佳・サン=ジュスト）
- 朗読執事（マーク・ブック）
- 私のホストちゃんS（葉月りょう）
- VR CRUISE（「岡崎360°ツアー」ナレーション）
- ブラックスター -Theater Starless-（黒曜）

### 吹き替え

#### 映画
- アンティーク 〜西洋骨董洋菓子店〜（ミン・ソヌ〈キム・ジェウク〉）
- イリュージョン・ホテル（ディラン〈デニス・フラナガン〉）
- キューティ・ブロンド3
- キル・チーム（ディークス軍曹〈アレクサンダー・スカルスガルド〉[176]）
- クライム & ダイヤモンド
- ケミカル51（オマル）
- ゴーストバスターズ(2016年版)（ツアーガイド〈ザック・ウッズ〉）
- ゴッド・アンド・モンスター
- 最悪の選択　CALIBRE（ヴォーン〈ジャック・ロウデン〉）
- サイレンサー（トミー）
- ザ・シューター/極大射程（シモンズ）
- ザ・ハッカー
- シルバーホーク（キット〈ブランドン・チャン〉）
- 人生はシネマティック!（トム・バックリー〈サム・クラフリン〉）
- セックス・アンド・ザ・シティ
- ダーク・インフェルノ
- 第三双生児
- ダンケルク（コリンズ〈ジャック・ロウデン〉[177]）
- 父親たちの星条旗（ハーロンの兄）
- 年上の女
- ネフュー
- ハーフ・デイズ（ボビー〈ジョセフ・ゴードン＝レヴィット〉）
- バレンタイン・デイ
- ファイナル・デッドブリッジ（ピーター・フリードキン〈マイルズ・フィッシャー〉）
- ブレイキング・コップス（ジョナサン）
- マイ・ファーザー（ゲイブ）
- ライブ・フロム・バグダッド 湾岸戦争最前線（イーサン）
- Love, サイモン 17歳の告白（サイモン・スピアー〈ニック・ロビンソン〉）
- ランペイジ 巨獣大乱闘（コナー〈ジャック・クエイド〉[178]）
- リバティーン（ビリー・ダウンズ〈ルパート・フレンド〉）
- ロック、ストック&フォー・ストールン・フーヴズ

#### ドラマ
- アグリー・ベティ（マーク〈マイケル・ユーリー〉）
- ウディ・アレンの6つの危ない物語（アラン・ブロックマン〈ジョン・マガロ〉）
- ヴェロニカ・マーズ（イーライ・“ウィーヴィル”・ナヴァーロ〈フランシス・キャプラ〉）
- エージェント・カーター（ジャック・トンプソン〈チャド・マイケル・マーレイ〉）
- 女の香り（カン・ジウク〈イ・ドンウク〉）
- グレイズ・アナトミー 恋の解剖学
  - シーズン1 - 5
  - シーズン6（チャールズ・パーシー〈ロバート・ベイカー〉）
- CSI:15 科学捜査班 ザ・ファイナル #9（カール・ブレナー〈ライアン・デヴリン〉）
- シュリンキング:悩めるセラピスト（ブライアン〈マイケル・ユーリー〉[179]）
- SUPERGIRL/スーパーガール（マックスウェル・ロード〈ピーター・ファシネリ〉）
- その冬、風が吹く（オ・ス〈チョ・インソン〉）
- 24 -TWENTY FOUR- シーズン7（ショーン・ヒリンジャー、デュバクの息子〈ローラン・デュバク〉）
- トゥルーブラッド（エリック・ノースマン〈アレクサンダー・スカルスガルド〉）
- ドレイク&ジョシュ
- 犯罪捜査官 ネイビーファイル シーズン7
- PAN AM/パンナム（ディーン・ローリー〈マイク・ヴォーゲル〉）
- HEROES/ヒーローズ（ナレーター）
- ファッション王（チョン・ジェヒョク〈イ・ジェフン〉）
- プライベート・プラクティス
- プリズン・ブレイク
- BONES
  - シーズン1 #8（レビット検事）
  - シーズン3 - 10（ランス・スイーツ博士〈ジョン・フランシス・デイリー〉）
- マイガール（ソ・ジョンウ〈イ・ジュンギ〉）
- ユーリカ 〜事件です!カーター保安官〜（ダグラス・ファーゴ〈ニール・グレイストン〉）
- レモネード・マウス

#### アニメ
- ターボ（スキッドマーク）
- バットマン:ブレイブ&ボールド（オマック / バディ・ブランク）
- ビー・ムービー

#### テレビ番組
- プロジェクト・ランウェイ シーズン2 - 3（ダニエル・ヴォゾヴィック）

### デジタルコミック
- VOMIC 家庭教師ヒットマンREBORN!（雲雀恭弥）
- VOMIC トリコ（トリコ）
- Manga 2.5 猫絵十兵衛 御伽草紙（2013年、縹）

### ラジオ
※はインターネット配信。
- RADIO BLACK CAT（2006年、音泉※）
- RADIO BLACK CAT 公開録音（2006年 - 2007年、音泉※）福圓美里と共にパーソナリティ
- 米澤君とひまわりのキャララジオ（2007年、スターチャイルド公式サイト内※）松本華奈と共にパーソナリティ
- ラジオ☆ロデ（2008年 - 2009年、アニメイトTV※ マリン・エンタテインメント公式サイト内※）岡本信彦と共にパーソナリティ
- ももんがあッ（2011年 - 2012年、モット!エンターテインメント※ 神南スタジオ公式サイト内※）
- BLink放送局（2011年 - 、ニコニコ生放送※）川原慶久と共にパーソナリティ
- 世界一初恋 〜WEBラジオの場合〜（2011年 - 2012年、音泉※ ランティスウェブラジオ※）立花慎之介、岡本信彦と共にパーソナリティ
- オーガスト放送局 あいよくラジオ（2011年 - 2012年、音泉※ オーガスト公式サイト※）南條愛乃と共にパーソナリティ
- アニメ『91Days』WEBラジオ『9分10秒ラジオ』（2016年、アニメイトタイムズ※）メインMC

### ナレーション
- 人生の選択〜Meister Collections〜（2005年 - 2006年、BS日テレ）
- ごくせん 第3期総集編（日本テレビ）
- コスコスプレプレ 第18回（フジテレビTWO）
- 青春集合! アラハタのすべて（NHK教育）
- あにてれ Presents アニソンぷらす+（2009年1月度、テレビ東京）
- ちい散歩（テレビ朝日）
- 東京エンカウント（AT-X）
  - 大東京エンカウント（2014年1月5日）
  - 東京エンカウント弐（2014年5月4日 - ）
- 松岡修造の情熱チャージ 熱血!ホンキ応援団（テレビ朝日）
- おいしいSTORY（日本テレビ）
- 写真でめぐる埼玉の今昔「川越市 よみがえる江戸情緒」（2013年6月9日、NHK BSプレミアム）
- news every.（月‐金曜日16時特集、小山の日替わりコーナー、ボイスオーバー〈不定期〉）（2014年1月 - 、日本テレビ）
- 歴史ミステリーで巡る長崎〜出島から軍艦島まで（2014年3月15日、BS日テレ）
- 特捜警察ジャンポリス（2014年4月4日 - 2019年3月30日、テレビ東京）
- キャッチ!（2014年4月17日・2015年5月25日・6月16日・7月29日・9月2日・4日・11月9日・2016年8月30日・12月5日、中京テレビ）
- 目撃!日本列島『竹田市、住みません課?〜移住に取り組む市職員の物語〜』（2014年7月12日、NHK総合）
- おいしい!バナナのお投資（2014年8月13日、テレビ朝日）
- 夢のデザイン〜未来の暮らしへの挑戦〜（2015年8月8日：テレビ愛知、2015年8月15日：BS12）
- 武井咲のフィレンツェ紀行〜時を超えて愛される美しき街へ〜（2015年11月21日、BSフジ）
- NEWS ZERO（金曜日ニュース、ZERO BUZZ、ボイスオーバー）（2016年1月8日 - 2018年9月28日、日本テレビ）
- NEWS24（不定期）（2016年1月 - 、日本テレビ）
- めんたいワイド（2016年4月19日・11月17日、福岡放送〈FBS〉）
- ZERO×選挙 2016、2017（2016年7月10日・2017年10月22日、日本テレビ）
- EXD44（2017年7月10日・7月17日・8月14日・10月9日、テレビ朝日）
- 密着・廣瀬智紀 Master Piece〜彼を創るもの〜（2019年3月23日、CS日テレプラス）
- BS世界のドキュメンタリー『EU離脱交渉官の苦悩』（2019年7月1日、NHK BS1）

### 音声ガイド

#### UDCast
- 映画『Diner ダイナー』[180]
- 映画『ドラえもん　のび太の南極カチコチ大冒険』
- 映画『ドラえもん　のび太の宝島』
- 映画『ドラえもん　のび太の月面探査記』
- 映画『BLEACH』[181]
- 映画『僕のヒーローアカデミア THE MOVIE 〜2人の英雄〜』[182]
- 映画『僕のヒーローアカデミア THE MOVIE ヒーローズ:ライジング』

#### HELLO! MOVIE
- 映画『銀魂 THE FINAL』[183]
- 映画『東京リベンジャーズ』[184]
- 映画『僕のヒーローアカデミア THE MOVIE ワールド ヒーローズ ミッション』
- 映画『国宝』

### テレビ番組
※はインターネット配信。
- アニソ〜ンぷらす（番組内「アニぷらステーション」キャスター）（2010年5月24日、テレビ東京）

### 映像商品
- アイドリッシュセブン 2nd LIVE「REUNION」
- オトメイトパーティー♪2010、2011、2013[185]、2014、2016
- 家庭教師ヒットマンREBORN! シリーズ
  - 家庭教師ヒットマンREBORN! ボンゴレ最強のカルネヴァーレ2008 〜in 中野サンプラザ〜
  - 家庭教師ヒットマンREBORN! ボンゴレ最強のカルネヴァーレ2009 〜横浜にヴァリアー現る〜
  - 家庭教師ヒットマンREBORN! ボンゴレ最強のカルネヴァーレ3 〜白蘭・入江参戦! in 東京・名古屋・神戸〜 コンプリートDVD
  - 家庭教師ヒットマンREBORN! ボンゴレ最強のカルネヴァーレ4 RED
  - 家庭教師ヒットマンREBORN! ボンゴレ究極のカルネヴァーレ!!!!!
  - 家庭教師ヒットマンREBORN! 座談会DVD「並盛HR未来編! 1 〜風紀委員は今日も大忙し〜」※Burn.3 DVD初回特典
  - 家庭教師ヒットマンREBORN! OP&ED MOVIE COLLECTION スペシャル対談「トークの桜、咲いちゃいました☆」※DVD特典映像
- 劇団K-Show 8th.PRODUCE 演劇DVD「今日の終電 明日の始発」
- 「声優グランプリ」公認! 声優界<雀王>決定戦! <J-1グランプリ> Vol.3
- Dance with Devils
  - Dance with Devils 1 イベント「トライ・アウト」ダイジェスト映像 前編 ※DVD特典映像
  - Dance with Devils 2 イベント「トライ・アウト」ダイジェスト映像 後編 ※DVD特典映像
  - 「Dance with Devils」スペシャルコンサート“カーテン・コール”DVD
- テイルズ オブ フェスティバル 2013 - 2015、2017、2018、2019
- ライブビデオ JAPAN 乙女♥Festival
- ネオロマンスシリーズ
  - ライブビデオ ネオロマンス♥フェスタ 〜遙か十年祭〜
  - ライブビデオ ネオロマンス♥フェスタ11
  - ライブビデオ ネオロマンス スターライト♥クリスマス2010
  - ライブビデオ ネオロマンス♥フェスタ 遙か祭2011 〜初春時代絵巻〜
- 花の声優界! スター☆ボウリング 人生投げずに玉投げて。みなさまのおかげサマーですSP
- バディミッションBOND シリーズ
  - バディミッションBOND メテオライト・ショー
  - バディミッションBOND 大抗争！ ミカグラカップ
- 百歌SAY!RUN!
- Rejet Fes.2014、2019

### 映画
- MIRRORLIAR FILMS Season7『SUNA』（2025年5月9日）[186]

### 舞台
- 劇団K-Show 8th.PRODUCE「今日の終電明日の始発」
- 「ナイト・オブ・ザ・リビングヒーロー」（2012年8月24日 - 26日、新宿SPACE107）脚本・浅沼晋太郎
- ひと夏のアクエリオン（ライハの声[187]）（2015年7月26日）
- 怪し会  拾 （2018年3月31日、もっとい不動 密蔵院）[188]

### CD

#### ドラマCD
- ドラマCD『穢翼のユースティア』プレCD（カイム・アストレア）
- 穢翼のユースティア 第1 - 6章（カイム・アストレア）
- アブナイ★恋の捜査室 シリーズ（藤守賢史）
  - アブナイ★恋の捜査室 〜楽しい温泉旅行編〜
  - アブナイ★恋の捜査室 〜彼女の合コンを阻止せよ!編〜[189]
  - アブナイ★恋の捜査室 〜恐怖のキャンプ編〜[190]
- 雨枕二期 五月（五月）
- ALICE=ALICE（黒うさぎ[191]）
  - ALICE=ALICE Vol.1 黒うさぎ
  - ドラマCD「執事の国のアリス」※Skit Dolce全巻購入特典
  - ドラマCD「アリスをさがして三千里」※アニメイト全巻購入特典
- アロマな彼氏 vol.6 スイートオレンジ（福原朔[192]）
- _summer シリーズ（海津匠）
  - _summer 〜everblue〜
  - _summer プロローグ編
- 異国迷路のクロワーゼ 音語り（クロード・クローデル）
- いちご100% シリーズ（大草）
- いちばんうしろの大魔王 ドラマ&キャラクターソングアルバム 〜いちばんうしろにあるキモチ〜（紗伊阿九斗）
- いっしょにお風呂VOL.05 いじわるな彼 NAOKI（綾部尚紀）
- 嘘つきボーイフレンド シリーズ（榊直哉）
  - 嘘つきボーイフレンド〜魅惑の南国ラブ・ミッション〜[193]
  - 嘘つきボーイフレンド〜本気のボーイフレンド〜[194]
- S.Y.K 〜新説西遊記〜 シリーズ
  - S.Y.K 〜新説西遊記〜 ドラマCD 「奪え!伝説のゴマ団子! 〜高級安眠枕も忘れるな〜」（蘭花）
  - S.Y.K 〜新説西遊記〜 ドラマCD 〜曼珠沙華の夢はなびら、塵となり〜（独角鬼）
- エンジェル・プロファイル オリジナルドラマCD Boys,be ambitious! 前編・後編（エリオット＝コーンウェル）
- 王子様と!セレブ♥デート 〜ラブφサミット〜（ジャン=マリー・瑠佳・サン=ジュスト）
- オズと秘密の愛（チカゲ[195]）
  - オズと秘密の愛 第二の鍵 チカゲ編
    - ドラマCD「オズノ終ワリナキ冒険」※アニメイト全巻購入特典
    - ドラマCD「オズノ旅人〜村ニ帰ルマデガ旅行デス〜」※タワーレコード全巻購入特典

  - オズと秘密の愛 最後の扉
- お兄ちゃんと一緒 シリーズ（宮下正）
  - お兄ちゃんと一緒
  - 〜LaLaトキ★メキドラマCD〜 お兄ちゃんと一緒 ※『LaLa』2007年4月号付録
- お護り男子!神ダーりん 〜いにしえの約束〜（ナナシ[196]）
- GANRNET CRADLE ドラマCD 「Precious Holidays!!」（勅使川原透矢）
- がーるず★パラダイス・逆ハーレムパーティー1（小出松俊介）
- 帰ってきた! 私立荒磯高等学校生徒会執行部 1・2（治）
- 風の聖痕 ファンタジアバトルロイヤル2005年WINTER付録（男）
- 家庭教師ヒットマンREBORN! シリーズ（雲雀恭弥）
  - 家庭教師ヒットマンREBORN!「雲雀恭弥・一日観察レポート」※vsヴァリアー編 Battle.1 DVD初回特典CD
  - 家庭教師ヒットマンREBORN!「家庭教師ディーノ」※vsヴァリアー編 Battle.3 DVD初回特典CD
  - 家庭教師ヒットマンREBORN!「悪夢で会いましょう」※vsヴァリアー編 Battle.6 DVD初回特典CD
  - 家庭教師ヒットマンREBORN!「ラジオ並盛・ただいまONAIR中!?」※vsヴァリアー編 Battle.8 DVD初回特典CD
  - 家庭教師ヒットマンREBORN!「守護者達の鍋宴会（バンケット）」※日常編 前編 DVD初回特典CD
  - 家庭教師ヒットマンREBORN!「はひ!ボンゴレアジト・サバイバル!」※未来編 Burn.6 DVD初回特典CD
- かのこん（桐山臣）
- からっと! 第1巻（ネレイド）
- 今日、恋をはじめます（椿京汰）
- ギルティギアゼクス シリーズ
  - ギルティギアゼクス ドラマCD Vol.1・2（ポチョムキン）
  - ギルティギア イグゼクス BLACK（ポチョムキン、Dr.ボルドヘッド）
- 禁忌のドキュメンタリー「リュシオルの姫」（ロビン・トルキア[197]）
  - 禁忌のドキュメンタリー「リュシオルの姫」第5日目 ロビン・トルキア CV.近藤 隆
  - ドラマCD『ある夜、リュシオルの森で』※アニメイト各巻購入特典
- クリミナーレ! 各作品（ルチア）（公式チャンネル「Rejet Archive」で第一作目公開中）
  - カレと48時間逃亡するCD「クリミナーレ!」Vol.2 ルチア[198]
    - ドラマCD「全員と手錠で繋がれてみた」※アニメイト全巻購入特典
    - ドラマCD「アンフィスバエナ慰安旅行 in ジャポーネ」※タワーレコード全巻購入特典

  - カレと48時間潜伏するCD「クリミナーレ!F」Vol.2 ルチア[199]
    - ドラマCD｢危険(ヤバ)い彼との普通の一日｣※アニメイト購入特典
    - ドラマCD｢手錠がなくても｣※タワーレコード購入特典
    - ドラマCD｢マフィアどもの安息日①｣※アニメイト1巻、2巻連動購入特典
    - ドラマCD「ボディガードの座を賭けて」※タワーレコード全巻購入特典

  - カレと48時間で脱出するCD「クリミナーレ!X」Vol.4 ルチア[200]
    - ドラマCD｢イタリアの風を感じて｣※アニメイト購入特典
    - ドラマCD「アンフィスバエナ劇団・美女と野獣」※タワーレコード全巻購入特典

  - 「クリミナーレ!DUELLO」Vol.2 ルチア＆テンペスト
  - 「クリミナーレ!R」Vol.2 ルチア＆カラ
  - 「クリミナーレ!T」Vol.2 ルチア
- 紅心王子（白銀一茶）
- 黒薔薇アリス（レオ）
- 喧嘩番長 乙女 ドラマCD Vol.2 青春爆走メモリーズ〜春・夏編〜（坂口春生）
- 孤島の鬼（諸戸道雄）
- コノ恋落チルベカラズ（深見圭）
  - コノ恋落チルベカラズ TRAP.6 深見圭
    - 恋人同士シチュエーションCD「〜Win the Real Love Game〜」※アニメイト全巻購入特典CD
- この男子、悪人と呼ばれます。（ジャスティス[201]）
- ドラマCD 修学旅行ナイショの恋（緑川誉）
- 終極のDOLLS　紅玉のリチャード（リチャード）
- 少年舞妓・千代菊がゆく! -花見小路におこしやす-
- スカーレッドライダーゼクス シリーズ（津賀・ユゥジ）
  - スカーレッドライダーゼクス サマー・ヒート4M2S
  - スカーレッドライダーゼクス リュウキュウ・インシデンツ
  - スカーレッドライダーゼクス ウィンター・ミュート1-3-6
  - スカーレッドライダーゼクス GREAT LAG TIME SHOW[202]
- 好きです鈴木くん!! 4人の鈴木くん「夢です忍くん!!」（鈴木忍）※限定版特典CD
- SKET DANCE（伊達）
- Starry☆Sky 〜in Summer〜 星的砂浜浪漫譚（白鳥弥彦）
- 生徒会の一存 シリーズ（杉崎鍵）
  - 生徒会の一存 キャラクター・ファンディスク 桜野くりむ
  - 生徒会の一存 キャラクター・ファンディスク 紅葉知弦
  - 生徒会の一存 キャラクター・ファンディスク 椎名真冬
  - 生徒会の一存 キャラクター・ファンディスク 椎名深夏
  - 生徒会の一存 キャラクター・ファンディスク 杉崎鍵
  - 生徒会の一存「桜野くりむの!オールナイト全時空!」※Vol.1 DVD限定版特典CD
  - 生徒会の一存「桜野くりむの!オールナイト全時空!エバーグリーン」※Vol.2 DVD限定版特典CD
  - 生徒会の一存 -DSする生徒会-「杉崎鍵の妄想ボイスCD」※初回特典CD
- セイント・ビースト シリーズ
  - セイント・ビースト 恩讐の章〜聖獣封印〜 第2巻（神官B）
  - セイント・ビースト 恩讐の章〜聖獣封印〜 第3巻（親衛隊A）
  - セイント・ビーストOthers Vol.1 〜光と闇〜（マルコ）
- SEVENTH HEAVEN vol.4（ユーリ[203]）
- 奏光のストレイン DVD初回特典ドラマCD 3・7巻（ラルフ・ウィーレック）
- 大正偶像浪漫「帝國スタア」各作品（怜）（公式チャンネル「Rejet Archive」で第一作目公開中）
  - 大正偶像浪漫「帝國スタア」 伍番星 怜[204]
    - ドラマCD「あゝ花の都のおうでぃしょん」※アニメイト五枚連動購入特典
    - ドラマCD「病に臥せしスタアたち〜風邪と共に去りぬ〜」※タワーレコード五枚連動購入特典

  - 大正偶像浪漫「帝國スタア キネマトグラフ」伍番星 怜[205]
    - ドラマCD「大正売店浪漫『帝國スタア』」※アニメイト六枚連動購入特典
    - ドラマCD「病に臥せし劇場オーナー〜明日は明日の風邪が吹く〜」※タワーレコード六枚連動購入特典
- 第七特命課「十狂セメタリ―」（冴島アヲイ[206]）
  - 第七特命課「十狂セメタリ―」SeasonⅥ 冴島アヲイ CV.近藤 隆
  - ドラマCD『第七特命課 糖狂セメタリ―』※アニメイト各巻購入特典
- Dance with Devils（楚神ウリエ）
  - ドラマCD 「ようこそアクマの執事喫茶へ」※早期予約特典
  - ドラマCD「大乱闘! ?一夜限りの温泉旅行! 」※限定版購入特典
  - ドラマCD「ケガの手当ては愛をこめて」※Amazon購入特典
  - ドラマCD 「争奪戦!甘いアナタをいただきます」※SKiT Dolce＆Rejet shop購入特典
  - Dance with Devils-EverSweet- Vol.2 ウリエ[207]
  - Dance with Devils-Charming Book- Vol.2 ウリエ
  - Dance with Devils -Twin Lead- Vol.2 ウリエvsメィジ
- ツキウタ。シリーズ（長月夜[208]）
  - ツキウタ。ドラマ! その3
    - ツキウタ。ラジオ! ご機嫌よう魔王様♪ツキウタ。ラジオ!プロセラ版（ツキウタ。ドラマ! その3特典)

  - ツキウタ。ドラマ! その4
    - ツキウタ。ラジオ! プロセラ版 俺たちだってスイーツ編（ツキウタ。ドラマ! その4特典)

  - ツキウタ。ドラマ「魔王様IN通販ワンダーランド」
  - ツキウタ。Procellarum アニくじ B-2賞 ミニドラマ 陽＆夜
  - ツキウタ。Procellarum アニくじ B-6賞 ツキラジ特別版 夜＆郁
  - ツキプロフェスタin推しなモノ詰め！
  - ツキウタ。ドラマ! その6
    - ツキウタ。ラジオ！If〜白兎王国〜編（ツキウタ。ドラマ! その6特典)

  - ツキウタ。シリーズ 皐月葵2 ※ドラマ部分のみ
  - ツキウタ。シリーズ 池袋月猫物語
- つまりはLOVEということで3-A、3-B（川端光流）
- DIABOLIK LOVERS シリーズ（逆巻スバル）
  - DIABOLIK LOVERS ドS吸血CD Vol.2 スバル編[209]
  - DIABOLIK LOVERS Blood & LoveSweet[210]
  - DIABOLIK LOVERS ドS吸血CD VERSUS2 ライトVSスバル[211]
  - DIABOLIK LOVERS ドS吸血CD MORE,BLOOD Vol.8 スバル編[212]
  - DIABOLIK LOVERS ドS吸血CD VERSUSII Vol.3 カナトVSスバル[213]
  - DIABOLIK LOVERS DARK FATE Vol.2 上弦の章[214]
  - DIABOLIK LOVERS ドS吸血CD BLOODY BOUQUET Vol.12 スバル編[215]
  - DIABOLIK LOVERS ドS吸血CD VERSUS III Vol.3 スバルVSコウ[216]
  - DIABOLIK LOVERS LOST EDEN vol.1 逆巻編[217]
  - DIABOLIK LOVERS CHAOS LINEAGE Vol.2 VIOLET[218]
  - DIABOLIK LOVERS Para-Selene Vol.6 逆巻スバル CV.近藤 隆[219]
  - DIABOLIK LOVERS ドS吸血CD VERSUSⅣ Vol.3 スバルVSカルラ[220]
  - DIABOLIK LOVERS ZERO Floor.3 逆巻スバル CV.近藤 隆[221]
  - DIABOLIK LOVERS MORE, MORE BLOOD Vol.7 逆巻スバル CV.近藤 隆[222]
  - DIABOLIK LOVERS DAYLIGHT Vol.4 逆巻スバル CV.近藤 隆[223]
- DIG-ROCK シリーズ（綺戸想吾）
- アンソロジードラマCD テイルズ オブ エクシリア2（ルドガー・ウィル・クルスニク）
  - アンソロジードラマCD テイルズ オブ エクシリア2 2013 Summer
  - アンソロジードラマCD テイルズ オブ エクシリア2 2013 Winter
  - アンソロジードラマCD テイルズ オブ エクシリア2 2014 Summer
  - アンソロジードラマCD テイルズ オブ エクシリア2 2014 Winter
  - アンソロジードラマCD テイルズ オブ エクシリア2 2015 Winter
- テイルズ オブ エクシリア2 双極のクロスロード （ルドガー・ウィル・クルスニク）
  - テイルズ オブ エクシリア2 双極のクロスロード
  - テイルズ オブ エクシリア2 双極のクロスロード Part II
- 天下一★戦国LOVERS バラエティCD -奥州の月-（伊達政宗）
- 特殊郵便承ります（日方）※『カグヤ』Vol.7 付録ミニドラマCD
- なかよし公園2（紳士）
- 仲吉商店街、恋の湯 営業中! 4・5（酒生篤[224]）
- 七怪家族（いおり[225]）
  - 七怪家族 第六巻 いおり
    - キャスト総出演ドラマCD「間話 ―七怪一家の賑やかなる年越し―」※アニメイト全巻購入特典
- 二世の契り ドラマCD 〜IT戦国時代〜（暁月）
- NAKED BLACK（サライ）
- ネガポジ〜梶原直己の初恋?〜（山吹義実）
- 高速エイジ（平京平）
- 鋼の錬金術師「天上の宝冠」前編（傭兵）
- 初メテノ夜（奥野眞也）
- 華ノ幕末 恋スル蝶 第四夜 坂本龍馬（坂本龍馬）
- 華ヤカ哉、我ガ一族 キネマモザイク ドラマCD 〜宮ノ杜とらぶる〜（小野田秀男）
- 蜜恋（ハニー）ライアー!?（鷹目ケイイチ[226]）
  - 偽の恋人とのラブハプニング❤CD「蜜恋(ハニー)ライアー! ?」 Vol.3 鷹目ケイイチ
    - ドラマCD「キスしないと出られない部屋に閉じ込められた」※タワーレコード全巻購入特典
- パラダイス o' ウィスパー （宍戸アスマ[227]）
  - 耳が溶けちゃう❤神の囁きCD「パラダイスo'ウィスパー」Vol.4 アスマ
    - ドラマCD：神6PRESENTS!!「限りなく楽園に近い（？）超リミテッド・クルージングツアー」※タワーレコード全巻購入特典
- 薔薇の香水師（敷島ユウク[228]）
  - 匂いまで愛されるCD「薔薇の香水師」 No.05 敷島ユウク
    - 「薔薇の香水師ミニドラマ+キャストコメントCD」※タワーレコード購入特典
    - ドラマCD「真夏の夜に…（後編）」※アニメイトNo.04〜07連動購入特典
    - 豪華連動購入特典「寝たフリ夜這いシチュエーションCD」※全巻購入特典
- 遙かなる時空の中でシリーズ
  - 遙かなる時空の中で 音盤草紙〜白虹の巻〜（虹の化身）
  - 遙かなる時空の中で 夢浮橋 Special 〜天花の虹〜（北斗星君）
  - 遙かなる時空の中で3 with 十六夜記 愛蔵版〜東雲月〜（那須与一）
  - 遙かなる時空の中で5 夜明け前 弐（桂小五郎）
- 翡翠の雫 緋色の欠片2 シリーズ（御子柴圭）
  - 翡翠の雫 緋色の欠片2 ドラマCD 惑わしの洞窟
  - 真・翡翠の雫 緋色の欠片2 ドラマCD 黄泉渡り
- B.A.D. 嗤う骸骨（嵯峨雄介）
- ヒロイック・エイジ シリーズ（イオラオス・オズ・メヒリム）
  - ヒロイック・エイジ オリジナルサウンドトラックI
  - ヒロイック・エイジ オリジナルサウンドトラックII 帰還
- 腐女子 シリーズ（後白河六実）
  - 腐女子の嫁ぎ方
  - 腐女子のミカタ
  - 腐女子執事×乙女執事2 ドキドキバレンタイン
  - 腐女子執事〜腐女子執事が腐女子専用アプリを作ってみた〜
- 腐女子をエスコート2 黄川&後白河編（後白河六実〈天然系執事〉）
- Private School（笹川哲晶）
- BLACK CAT シリーズ（トレイン＝ハートネット）
  - BLACK CAT vol.1 - 3
  - BLACK CAT アニメイト限定版DVD 特典ドラマCD Vol.1 - 8、12
- BLACK BLOOD BROTHERS vol.1（マコト）
- ドラマCD「ペルソナ」（南条圭）
- 星は歌う（葵千広）
- マーメイドプリズム（シドウ・ソフォクレス）
- My Dearest Tales -キミと綴る戀物語- Vol.1 雪崎依月（雪崎依月）
- マフィアズ・ブラッド シリーズ（ニック）
  - マフィアズ・ブラッドvol.1 〜殺し屋ニックの甘美なる支配〜
  - マフィアズ・ブラッド〜THE LAST FULL MOON〜 Crazy・Nick
- 身代わり伯爵の結婚（カイン・ゼルフィールド）
- 水の旋律2 緋の記憶 〜残照〜（明月涼）
- ミッドナイトキョンシー 第壱ノ封印 冥々（冥々[229]）
- MOON CHILDe（草薙ヒロト）
- 明治吸血奇譚「月夜叉」シリーズ（霧乃助）（公式チャンネル「Rejet Archive」で第一作目公開中）
  - 明治吸血奇譚「月夜叉」神無月の巻 霧乃助[230]
    - ドラマCD「黎明館目録〜六人の夜叉から逃亡せよ！〜」※タワーレコード全巻購入特典
    - ドラマCD「黎明館目録〜happy Birthday〜」※アニメイト全巻購入特典

  - 明治吸血奇譚「月夜叉 紅」弥生の巻 霧乃助[231]
    - ドラマCD「月夜叉超甘味」※タワーレコード全巻購入特典
    - ドラマCD「月夜叉探偵24時」※アニメイト全巻購入特典
- メガネブ! シリーズ（鉢峰拓磨）
  - メガネブ! ドラマCD Vol.1
  - メガネブ! ドラマCD Vol.2 スケスケメガネについて本気出して考えてみた
  - メガネブ! ドラマCD Vol.3 愛か世界かスケスケメガネか?!
- 妄想エステ VI・IV（朝霧永遠）
- 闇の皇太子 宿命の兄弟（後鬼瑞宮）
- 宵月ノ雫〜幕末恋綴り〜 弐ノ章 久坂玄瑞（久坂玄瑞[232])
- 黄泉戀湯浴み 地獄温泉〜源泉かけ流し〜（ 光秀[233])
  - 地獄の鬼に御奉仕されるCD「黄泉戀湯浴み 地獄温泉〜源泉かけ流し〜」四の湯 光秀 
    - ドラマCD「湯守の彼と地獄巡り　でえと・いん・八大地獄」※アニメイト購入特典
    - ドラマCD「百年に一度の湯守宴会」※アニメイト全巻購入特典
    - ドラマCD「薬湯の効能で彼が×××になっちゃうCD」※タワーレコード購入特典
- ラノベ王子☆聖也（西原賢太朗[234]）
- ラブトラベラー 〜恋ノ旅人〜（小泉辰巳）
- LOVE★DON!!★QUIXOTE Vol.1 モナミ先輩（モナミ先輩[235]）
- LOVELESS 〜VOICELESS〜（波照間陽光）
- Real Rode シリーズ（ナオヤ）
  - Drama CD Real Rode 〜Pure White Disc〜
  - Drama CD Real Rode 〜Noble Black Disc〜
- 理系男子。 シリーズ（山田大津）
  - 理系男子。 〜ぼくらの夏合宿〜
  - 理系男子。 〜ぼくらの修学旅行 in 京都〜
- リバース/エンド2（ミチタテ）
- LUNATIX（スタッフ）
- LOON MOON
- RED GARDEN 岩mix（JC）
- WILD ADAPTER 06（木場治）

#### BLCD
- 愛だろ、愛!! -山田ユギバンブーセレクションCD-「やらしい昼下がり」（淳也）
- 明日、彼のベッドで。（梶）
- アダルト・エデュケーション〜紳士調教〜（伏見成）
- 飴色パラドックス 1-3（尾上聡）
- 苺王子 1・2（田中誠〈王〉）
- 犬と小説家と妄想癖（鮎川智久）
- 嘘と誤解は恋のせい（嵯峨結哉）
  - 嘘と誤解は恋のせい ラヴァーズ・ブートキャンプ（嵯峨結哉）
- えんどうくんの観察日記（遠藤）
- オトナ経験値（新海清司）
- 親猫は愛を宿す（運転手）
- GATENなアイツ（早乙女）
- 勘弁してくれ（高橋慎一）
- KEEP OUT（シェンイー）
- キスができない、恋をしたい（岩佐憲之）
- キッズログ（井筒燈利）
- キャッスルマンゴー（城崎万）
- くいもの処 明楽（奥田優）
- くちびるに銀の弾丸（澤村朗）
- クリムゾン・スペル 1 - 3（バルドリーグ・アルスヴィーズ）
- クロネコ彼氏シリーズ（真悟）
  - クロネコ彼氏のアソビ方
  - クロネコ彼氏の甘え方
  - クロネコ彼氏の啼かせ方
  - クロネコ彼氏の愛し方
  - 不機嫌彼氏のなだめ方
  - クロネコ彼氏のあふれ方
- 傾城秘話 籠の中で〜籠の華（猫柳）
- 恋の雫（柴崎麻耶）
- 恋はあせらず（姫城）
- 高慢な天使と紳士な野蛮人（塩瀬）
- 極道はスーツに刻印する（佐倉優）
- こどもの瞳（松井）
- コミックスデラックス（斉藤）
- 執事★ゲーム（楓）
- 純真にもほどがある!（瀬戸光流）
- ジョーカーの甘い嘘（周防晃）
- 紳士協定を結ぼう!（龍哭蓮）
- スーパー秘書に休息はない（橘博之）
- 捨て猫のカルテ（岩崎陽平）
- 是 -ZE- 5（三刀彰伊〈少年時代〉）
- 世界一初恋 シリーズ（小野寺律）
  - 世界一初恋 〜小野寺律の場合+吉野千秋の場合〜
  - 世界一初恋2 〜吉野千秋の場合+小野寺律の場合〜
  - 世界一初恋3 〜小野寺律の場合+吉野千秋の場合〜
  - 世界一初恋4 〜吉野千秋の場合+小野寺律の場合〜
  - 世界一初恋 〜小野寺律の場合〜 ※『CIEL』3月号付録
  - 世界一初恋 〜小野寺律の場合〜 4.5 ※『CIEL』2011年1月号付録
- セラピストは眠れない（碓氷志乃）
- 先生はダミー（桐野秋助）
- センチメンタルガーデンラバー（フジ）
- 空に響くは竜の歌声（フェイワン〈成長前〉）
- ダッシュ！（斉藤）
- タッチ・ミー・アゲイン「Candied Lemon Peel」（英介）
- タナトスの双子 シリーズ（ミハイル・アラモヴィチ・フロムシン）
  - タナトスの双子1912
  - タナトスの双子1917
- デコイ シリーズ（安見亨）
  - デコイ 囮鳥
  - デコイ 迷鳥
- 近くて遠い（御巫志乃）
- 隣りの（東大寺）
- トラブルメイカー2（配達員）
- 肉食獣のテーブルマナー（安藤、津田真琴）
- 二重螺旋 シリーズ（中野大輝）
  - 二重螺旋
  - 愛情鎖縛 二重螺旋2
  - 攣哀感情 二重螺旋3
  - 相思喪曖 二重螺旋4
  - 深想心理 二重螺旋5
  - 業火顕乱 二重螺旋6
- 花がふってくる（蓮実秋祐）
- 華と龍 1・2（風間龍二）
- 花は咲くか 1・2（水川蓉一）
- 秘書育成中。（鷹羽総一朗）
- 陽だまりに吹く風（津寺聡史）
- VIP-蠱惑-（田丸慧一）
- 姫君の輿入れ（文秀）
- ビューティー&ゴースト（坂木康太）
- 無器用なのは愛のせい（近見）
- FLESH&BLOOD 9 - 12、14、16、18、19、21（ラウル・デ・トレド）
- フラッター（観月亮輔）
- 便利屋さん 1・2（黒木）
- 僕の恋の話・ヒメゴト（梅原和維）
- 魔法使いの恋（奈津巳）
- 迷える庶民に愛の手を（錦小路公彦）
- 身代わり王子の純愛（イーシュダット王子）
- みづいろとぴんく、それからだいだい。（百成）
- 蜜肌美人（湧井佐和）
- ムーンリット シリーズ（月鹿）
  - ムーンリット・ハンティング
  - ムーンリット・ドロップス
- 桃缶II（加藤夏彦）
- 桃色御伽草紙〜MOMOCAN III〜（犬飼）
- 野獣で初恋（鷹田正邦）
- 雪よ林檎の香のごとく（栫史郎）
- ラバーズ♥ドール（慎）
- LOVE MODE3（城間久志）
- LUNATIX ルナティックス（スタッフ）
- リスタート（工藤彰広）
- リバース／エンド（菅原ミチタテ）
- レオパード白書（豹堂絢）
- ロマンスの黙秘権（早瀬啓）

#### ラジオ・トークCD
- オーガスト放送局 あいよくラジオDJCD Vol.1 - 4
- 家庭教師ヒットマンREBORN!「ラジオCD・リボラジ!雲雀恭弥の並盛中学放送局」※未来編X（イクス） X-Burn.1 DVD初回特典CD
- 家庭教師ヒットマンREBORN!「ラジオCD・リボラジ!ぶっちゃけアルコバレーノ大集合!」※アルコバレーノ編 上巻・中巻 DVD初回特典CD
- 近藤隆&川原慶久の「いちゃいちゃCD」※『BLink』創刊号、2011年5月号、7月号付録CD
- 近藤隆のももんがあッCD シリーズ
  - 近藤隆のももんがあッCD 代永翼の巻
  - 近藤隆のももんがあッCD 鳥海浩輔の変
  - 近藤隆のももんがあッCD 安元洋貴の件
  - 近藤隆のももんがあッCD 前野智昭の章
  - 近藤隆のももんがあッCD 木内秀信の陣
  - 近藤隆のももんがあッCD 平川大輔の号
  - 近藤隆のももんがあッCD 津田健次郎の方
  - 近藤隆のももんがあッCD 梶裕貴の難
  - 近藤隆のももんがあッCD 保村真の日
  - 近藤隆のももんがあッCD 下野紘の関
  - 近藤隆のももんがあッCD 武内健の舞
  - 近藤隆のももんがあッCD 井上剛の業
  - 近藤隆のももんがあッCD 鈴木達央の年
  - 近藤隆のももんがあッCD 三浦祥朗の戦
  - 近藤隆のももんがあッCD 興津和幸の怪
  - 近藤隆のももんがあッCD 小野友樹の妹
  - 近藤隆のももんがあッCD 島﨑信長の乱
  - 近藤隆のももんがあッCD 松岡禎丞の位
  - 近藤隆のももんがあッCD 増田俊樹の弁
  - 近藤隆のももんがあッCD 岡本信彦の来
- 世界一初恋 〜ラジオCDの場合〜
- 世界一初恋 〜ラジオCDの場合 2〜
- ミニDJCD 101人目のアリス「こちらモンドンヴィル放送室!!」（ヴィック）※『Wings』2009年7月号付録
- モモっとトーク シリーズ
  - モモっとトーク・パーフェクトCD16 MOMOTTO TALK CD 近藤隆盤
  - モモっとトーク・スペシャルCD5
  - 高橋広樹のモモっとトーークCD 近藤隆盤
- RADIO BLACK CAT ラジオCD シリーズ
  - RADIO BLACK CAT ラジオCD Vol.1「トレイン&イヴのトランスバトル編」
  - RADIO BLACK CAT ラジオCD Vol.2「トレイン&イヴのラップバトル編」
  - RADIO BLACK CAT ラジオCD Vol.3「トレイン&イヴのゲストバトル編」
- DJCD ラジオ☆ロデ Vol.1・2

#### 朗読・その他CD
- ココだけ★honeybee「遠恋男子」（真中明）
- 官能昔話5 〜ギリシャ神話〜
- 官能昔話 特別編 〜ロミオとジュリエット〜（案内人）
- 官能・妄想ファンディスク（特別案内人）※コミックマーケット79 限定CD
- JAPAN 乙女・Festival 〜全乙女に贈るプレミアム・メモリアルCD〜（暁月）
- Starry☆Sky × 羊でおやすみシリーズ「天の川を見ながらおやすみ」（白鳥弥彦）
- honeybee 羊でおやすみシリーズ Vol.21「僕たちとゆっくり休もうね」
- リアルロデ with 羊でおやすみシリーズ 〜Sleep in The Rode（羊もあるよ☆）〜 vol.1 ナオヤ編
- 朗読執事 オーディオブック（マーク・ブック）
  - 朗読執事〜赤毛組合［シャーロック・ホームズの冒険〜
  - 朗読執事〜赤ずきんちゃん〜
  - 朗読執事〜青いガーネット[シャーロック・ホームズの冒険]〜
  - 朗読執事〜アッシャー家の崩壊〜
  - 朗読執事〜伊豆の踊り子〜
  - 朗読執事〜ヴィヨンの妻〜
  - 朗読執事〜ガリバー旅行記 飛島（ラピュタ）〜
  - 朗読執事〜幸福の王子〜
  - 朗読執事〜ごんぎつね〜
  - 朗読執事〜白雪姫〜
  - 朗読執事〜高瀬舟〜
  - 朗読執事〜眠る森のお姫さま〜
  - 朗読執事〜変身〜
  - 朗読執事〜ヘンゼルとグレーテル〜
  - 朗読執事〜まだらの紐【シャーロック・ホームズの冒険】〜
  - 朗読執事〜耳無芳一の話〜
  - 朗読執事〜雪女〜
  - 朗読執事〜羅生門〜
  - 朗読執事〜ロミオの青い空〜世界名作劇場〜（1）

### その他コンテンツ
- ComicsDeluxe「ダッシュ!」（斉藤）
- ているず おぶ 屋形船（2018年、ルドガー・ウィル・クルスニク）

## ディスコグラフィ

### アルバム
| 発売日       | タイトル        | 規格品番  | オリコン最高位 |
| ------------ | --------------- | --------- | -------------- |
| 2008年9月3日 | a little wonder | PCCA-2735 | 99位           |

### キャラクターソング
| 発売年 | 発売日   | 商品名                                                                                          | 歌 | 楽曲 | 備考                                                                          |
| ------ | -------- | ----------------------------------------------------------------------------------------------- | --- | --- | ----------------------------------------------------------------------------- |
| 2006年 | 6月7日   | ひまわりっ! ヴォーカルアルバム 霞の里唄祭りっ!                                                  | 語り：米澤君（近藤隆） | 「愛さずにはいられない」                                                                                              | テレビアニメ『ひまわりっ!』関連曲                                             |
| 2007年 | 1月25日  | 水の旋律2 〜緋の記憶〜キャラクターソング Flame seriesII 設楽優 with 明月涼                      | 設楽優（斎賀みつき）with 明月涼（近藤隆） | 「散りゆく色」 | ゲーム『水の旋律2 〜緋の記憶〜』関連曲                                        |
| 2007年 | 1月25日  | 水の旋律2 〜緋の記憶〜キャラクターソング Flame seriesII 設楽優 with 明月涼                      | 明月涼（近藤隆） | 「散りゆく色」 | ゲーム『水の旋律2 〜緋の記憶〜』関連曲                                        |
| 2007年 | 6月27日  | ブレイヴハート/Towars a dream                                                                   | シャドウ（近藤隆）、アクーネ（小林沙苗） | 「Towards a dream」                                                                                                   | テレビアニメ『スパイダーライダーズ〜よみがえる太陽〜』エンディングテーマ      |
| 2007年 | 7月4日   | 家庭教師ヒットマンREBORN! ボンゴレファミリー総登場!死ぬ気で語れ!そして歌え!                     | 語り：雲雀恭弥（近藤隆） | 「孤高の浮き雲」 | テレビアニメ『家庭教師ヒットマンREBORN!』関連曲                               |
| 2007年 | 11月7日  | Sakura addiction 雲雀恭弥版                                                                     | 雲雀恭弥（近藤隆）、六道骸（飯田利信） | 「Sakura addiction」                                                                                                  | テレビアニメ『家庭教師ヒットマンREBORN!』エンディングテーマ                   |
| 2007年 | 11月7日  | Sakura addiction 雲雀恭弥版                                                                     | 雲雀恭弥（近藤隆） | 「ひとりぼっちの運命」 「Sakura addiction」                                                                           | テレビアニメ『家庭教師ヒットマンREBORN!』関連曲                               |
| 2007年 | 12月12日 | 翡翠の雫 緋色の欠片2 キャラクターソングシリーズ Vol.2 壬生小太郎&御子柴圭                       | 壬生小太郎（成瀬誠）、御子柴圭（近藤隆） | 「星空Dance Hall」 | ゲーム『翡翠の雫 緋色の欠片 2』関連曲                                         |
| 2007年 | 12月12日 | 翡翠の雫 緋色の欠片2 キャラクターソングシリーズ Vol.2 壬生小太郎&御子柴圭                       | 御子柴圭（近藤隆） | 「Echoes 〜さざめく水面」                                                                                             | ゲーム『翡翠の雫 緋色の欠片 2』関連曲                                         |
| 2008年 | 3月5日   | 家庭教師ヒットマンREBORN! 公式キャラソンSINGLE大全集 ボンゴレファミリー・うたのカルネヴァーレ   | 雲雀恭弥（近藤隆） | 「ひとりぼっちの運命（アルバムバージョン）」                                                                          | テレビアニメ『家庭教師ヒットマンREBORN!』関連曲                               |
| 2009年 | 2月4日   | 遙かなる時空の中で 夢浮橋 Special 〜天花の虹〜                                                  | 北斗星君（近藤隆）、南斗星君（堀江一眞） | 「真理とは壮麗なる虹秤」                                                                                              | ゲーム『遙かなる時空の中で 夢浮橋』関連曲                                     |
| 2009年 | 2月18日  | 孤高のプライド/極限ファイター                                                                   | 雲雀恭弥（近藤隆） | 「孤高のプライド」 | テレビアニメ『家庭教師ヒットマンREBORN!』関連曲                               |
| 2009年 | 12月2日  | Horizon/晴れた空見上げて                                                                        | 雲雀恭弥（近藤隆） | 「Horizon」 | テレビアニメ『家庭教師ヒットマンREBORN!』関連曲                               |
| 2010年 | 4月21日  | トリコ 主題歌                                                                                   | トリコ（近藤隆） | 「その名はトリコ!」                                                                                                   | OVA『トリコ』主題歌                                                           |
| 2010年 | 4月26日  | 生徒会の一存 キャラクター・ファンディスク「杉崎鍵」                                             | 杉崎鍵（近藤隆） | 「ハーレム崩壊ラプソディ」 「Treasure2010」 「ラムチョップのソテーと仔牛のスペアリブ」                                | テレビアニメ『生徒会の一存』関連曲                                            |
| 2010年 | 4月26日  | 生徒会の一存 キャラクター・ファンディスク「杉崎鍵」                                             | 杉崎鍵（近藤隆）、中目黒善樹（山本和臣） | 「ラムチョップのソテーと仔牛のスペアリブw/z中目黒善樹」                                                               | テレビアニメ『生徒会の一存』関連曲                                            |
| 2010年 | 5月26日  | S.Y.K 〜新説西遊記〜 キャラクターソングミニアルバム                                             | 蘇芳（近藤隆） | 「夢想月夜」 | ゲーム『S.Y.K 〜新説西遊記〜』関連曲                                          |
| 2010年 | 5月26日  | Scared Rider Xechs CHARACTER CD〜STAR YELLOW DISC〜『無敵のTwinkle★Star』                       | 津賀ユゥジ（近藤隆）、鞍馬ヒロ（下野紘） | 「無敵のTwinkle★Star」                                                                                                | ゲーム『スカーレッドライダーゼクス』関連曲                                    |
| 2010年 | 5月26日  | Scared Rider Xechs CHARACTER CD〜STAR YELLOW DISC〜『無敵のTwinkle★Star』                       | 津賀ユゥジ（近藤隆） | 「無敵のTwinkle★Star」                                                                                                | ゲーム『スカーレッドライダーゼクス』関連曲                                    |
| 2010年 | 7月21日  | 家庭教師ヒットマンREBORN! キャラクターアルバム SONG "RED" 〜famiglia〜                          | 雲雀恭弥（近藤隆） | 「証」 | テレビアニメ『家庭教師ヒットマンREBORN!』関連曲                               |
| 2010年 | 7月30日  | 生徒会の一存 リミックスベストアルバム『踊る生徒会』                                             | 杉崎鍵（近藤隆） | 「ハーレム崩壊ラプソディ 〜In the locker-harem mix〜」                                                                | テレビアニメ『生徒会の一存』関連曲                                            |
| 2010年 | 11月19日 | 魔法使いとご主人様 オリジナルイメージトラック Le soir                                           | ミラー＝フェルデナンデス（近藤隆） | 「子供達はロマンチスト」                                                                                              | ゲーム『魔法使いとご主人様』関連曲                                            |
| 2010年 | 11月19日 | 魔法使いとご主人様 オリジナルイメージトラック Une etoile                                        | ミラー＝フェルデナンデス（近藤隆） | 「君を中心に世界は回る」                                                                                              | ゲーム『魔法使いとご主人様』関連曲                                            |
| 2011年 | 2月9日   | 王子様と!セレブ♥デート 〜ラブφサミット〜                                                        | ジャン=マリー・瑠佳・サン=ジュスト（近藤隆） | 「Ma Cherie ＊〜ずっと君に恋をする〜＊」                                                                              | ゲーム『ラブφサミット』関連曲                                                 |
| 2011年 | 2月23日  | Scared Rider Xechs DRAMATIC CHARACTER CD Vol.2『ALL-BACK-ATTACK!!』                             | 津賀・ユゥジ（近藤隆） | 「ALL-BACK-ATTACK!!」                                                                                                 | ゲーム『スカーレッドライダーゼクス』関連曲                                    |
| 2011年 | 6月8日   | 世界一初恋 キャラクターソング Vol.1                                                             | 小野寺律（近藤隆） | 「向上心SPIRAL」 「風の行方」                                                                                         | テレビアニメ『世界一初恋』関連曲                                              |
| 2011年 | 7月20日  | プリティーリズム・オーロラドリーム ライブチック・キャラクターソングCD act.4「1/1000永遠の美学」 | Callings | 「1/1000永遠の美学」                                                                                                  | テレビアニメ『プリティーリズム・オーロラドリーム』挿入歌                      |
| 2011年 | 9月7日   | 家庭教師ヒットマンREBORN! キャラソン大全集・究極（アルティメット）CD匣（ボックス）              | 雲雀恭弥（近藤隆）、六道骸（飯田利信） | 「ONE NIGHT STAR」 | テレビアニメ『家庭教師ヒットマンREBORN!』関連曲                               |
| 2011年 | 12月22日 | 理系男子。勉強になる!?キャラクターソング 第3弾                                                  | 山田大津先生（近藤隆） | 「君はベンゼン環」 | 『理系男子。』関連曲                                                          |
| 2012年 | 2月29日  | Scared Rider Xechs DREAM COLLABORATION CD「Pride」                                              | 津賀ユゥジ（近藤隆）、ディバイザー（小山力也） | 「Pride」 | ゲーム『スカーレッドライダーゼクス』関連曲                                    |
| 2012年 | 3月16日  | プリティーリズム・オーロラドリーム プリズム☆ミュージックコレクション                            | Callings | 「愛しのティンカーベル」                                                                                              | テレビアニメ『プリティーリズム・オーロラドリーム』挿入歌                      |
| 2012年 | 5月30日  | スカーレッドライダーゼクスI+FD ポータブル テーマソングCD                                        | 駒江クリストフ・ヨウスケ（鈴木達央）、霧澤タクト（宮野真守）、津賀ユゥジ（近藤隆）、鞍馬ヒロ（下野紘）、錫木カズキ（高橋広樹）、無月ヒジリ（KENN） | 「Dan-Gun-XechS」 | ゲーム『スカーレッドライダーゼクスI+FD ポータブル』オープニングテーマ         |
| 2012年 | 7月27日  | 穢翼のユースティア -Original CharacterSong Seriese- CAIM                                        | カイム・アストレア（近藤隆） | 「冷花」 「Melt Drops」                                                                                               | ゲーム『穢翼のユースティア』関連曲                                            |
| 2012年 | 7月27日  | 穢翼のユースティア -Original CharacterSong Seriese- CAIM                                        | カイム・アストレア（近藤隆）、ユースティア・アストレア（南條愛乃） | 「Melt Drops」 | ゲーム『穢翼のユースティア』関連曲                                            |
| 2012年 | 10月24日 | DIABOLIK LOVERS 「真夜中の饗宴（MIDNIGHT PLEASURE）」                                           | 逆巻アヤト（緑川光）、逆巻シュウ（鳥海浩輔）、逆巻スバル（近藤隆） | 「真夜中の饗宴（MIDNIGHT PLEASURE）」                                                                                 | ゲーム『DIABOLIK LOVERS』関連曲                                               |
| 2012年 | 10月24日 | DIABOLIK LOVERS 「真夜中の饗宴（MIDNIGHT PLEASURE）」                                           | 逆巻スバル（近藤隆） | 「真夜中の饗宴（MIDNIGHT PLEASURE）」                                                                                 | ゲーム『DIABOLIK LOVERS』関連曲                                               |
| 2013年 | 3月27日  | ヴォーカル集 遙かなる時空の中で5〜白妙の恋唄〜1                                                 | 桂小五郎（近藤隆） | 「昏き稜線」 | ゲーム『遙かなる時空の中で5』関連曲                                           |
| 2013年 | 7月24日  | SEVENTH HEAVEN vol.4 ユーリ                                                                     | ユーリ（近藤隆） | 「永遠のWALTZ」 | ドラマCD『SEVENTH HEAVEN』関連曲                                              |
| 2013年 | 9月4日   | DIABOLIK LOVERS キャラクターソングVol.4 逆巻スバル                                              | 逆巻スバル（近藤隆） | 「ZERO」 | ゲーム『DIABOLIK LOVERS』関連曲                                               |
| 2013年 | 9月6日   | キャラソンシリーズ ツキウタ。 9月長月夜「コガネイロ」                                           | 長月夜（近藤隆） | 「コガネイロ」 「夜の光（原題：新世界より-家路-）」                                                                   | 『ツキウタ。』関連曲                                                          |
| 2013年 | 10月23日 | DIABOLIK LOVERS MORE,BLOOD「極限（UNLIMITED）BLOOD」                                            | 逆巻アヤト（緑川光）、逆巻シュウ（鳥海浩輔）、逆巻スバル（近藤隆） | 「極限（UNLIMITED）BLOOD）」                                                                                          | ゲーム『DIABOLIK LOVERS MORE,BLOOD』オープニングテーマ                        |
| 2014年 | 2月26日  | DIABOLIK LOVERS 限定版 IV SPECIAL DISC                                                          | 逆巻スバル（近藤隆） | 「銀の薔薇 -Subarulyrics-」                                                                                           | テレビアニメ『DIABOLIK LOVERS』関連曲                                         |
| 2014年 | 5月21日  | DIABOLIK LOVERS Bloody Songs -SUPER BEST-                                                       | 逆巻アヤト（緑川光）、逆巻シュウ（鳥海浩輔）、逆巻スバル（近藤隆） | 「真夜中の饗宴（MIDNIGHT PLEASURE）-Remix ver-」                                                                      | ゲーム『DIABOLIK LOVERS LIMITED V EDITION』オープニングテーマ                 |
| 2014年 | 5月21日  | DIABOLIK LOVERS Bloody Songs -SUPER BEST-                                                       | 逆巻アヤト（緑川光）、逆巻シュウ（鳥海浩輔）、逆巻スバル（近藤隆） | 「極限（UNLIMITED）BLOOD）-Remix ver-」                                                                               | ゲーム『DIABOLIK LOVERS MORE,BLOOD LIMITED V EDITION』オープニングテーマ      |
| 2014年 | 7月23日  | Rejet Sound Collection「Beautiful World」                                                       | 黒うさぎ（近藤隆）、三月ウサギ（立花慎之介） | 「Regulation of A」                                                                                                   | ゲーム『ALICE=ALICE』オープニングテーマ                                       |
| 2014年 | 7月23日  | Rejet Sound Collection「Beautiful World」                                                       | 黒うさぎ（近藤隆）、三月ウサギ（立花慎之介） | 「ワンシーン」 | ゲーム『ALICE=ALICE』エンディングテーマ                                       |
| 2014年 | 8月22日  | ツキウタ。シリーズ デュエットCD（年中組1）                                                      | 葉月陽（柿原徹也）、長月夜（近藤隆） | 「DA☆KAI」 | 『ツキウタ。』関連曲                                                          |
| 2014年 | 9月26日  | ツキウタ。シリーズ デュエットCD（年中組2）                                                      | 長月夜（近藤隆）、葉月陽（柿原徹也） | 「淡い花」 | 『ツキウタ。』関連曲                                                          |
| 2014年 | 12月3日  | DIABOLIK LOVERS VANDEAD CARNIVAL「吸愛ラビリンス」                                              | 逆巻アヤト（緑川光）、逆巻シュウ（鳥海浩輔）、逆巻スバル（近藤隆） | 「吸愛ラビリンス」 | ゲーム『DIABOLIK LOVERS VANDEAD CARNIVAL』オープニングテーマ                  |
| 2014年 | 12月3日  | DIABOLIK LOVERS VANDEAD CARNIVAL「吸愛ラビリンス」                                              | 逆巻アヤト（緑川光）、逆巻シュウ（鳥海浩輔）、逆巻スバル（近藤隆） | 「誓いのカンパネラ」                                                                                                  | ゲーム『DIABOLIK LOVERS VANDEAD CARNIVAL』エンディングテーマ                  |
| 2014年 | 12月17日 | DIABOLIK LOVERS MORE CHARACTER SONG Vol.6 逆巻スバル                                            | 逆巻スバル（近藤隆） | 「愛しきPain」 | ゲーム『DIABOLIK LOVERS』関連曲                                               |
| 2014年 | 12月26日 | 乙女ゲーム風ウェブノベル『イチカレ』ORIGINAL SOUNDTRACK                                         | 元浦智稀（近藤隆） | 「Plantain -プランタン-」                                                                                             | ウェブノベル『イチカレ』主題歌                                                |
| 2015年 | 2月25日  | DIABOLIK LOVERS DARK FATE「Guilty×Guilty!!!」                                                   | 逆巻アヤト（緑川光）、逆巻シュウ（鳥海浩輔）、逆巻スバル（近藤隆） | 「Guilty×Guilty!!!」                                                                                                  | ゲーム『DIABOLIK LOVERS DARK FATE』オープニングテーマ                         |
| 2015年 | 3月27日  | ツキウタ。シリーズ Procellarumユニット曲「ONE CHANCE?」                                         | Procellarum | 「ONE CHANCE?」 | 『ツキウタ。』関連曲                                                          |
| 2015年 | 8月19日  | DIABOLIK LOVERS Bloody Songs -SUPER BEST II- 逆巻家ver                                          | 逆巻アヤト（緑川光）、逆巻カナト（梶裕貴）、逆巻ライト（平川大輔）、逆巻シュウ（鳥海浩輔）、逆巻レイジ（小西克幸）、逆巻スバル（近藤隆） | 「Bloody★Mayim★Mayim」                                                                                                | ゲーム『DIABOLIK LOVERS』関連曲                                               |
| 2015年 | 9月18日  | ツキウタ。シリーズ 長月夜2                                                                      | 長月夜（近藤隆） | 「夕焼けデイズ」 「夢見る三日月」                                                                                     | 『ツキウタ。』関連曲                                                          |
| 2015年 | 10月21日 | DIABOLIK LOVERS VERSUS SONG REQUIEM（2）Bloody Night Vol.I アヤトVSスバル                       | 逆巻アヤト（緑川光）、逆巻スバル（近藤隆） | 「→REDRUM←」 | ゲーム『DIABOLIK LOVERS』関連曲                                               |
| 2015年 | 10月21日 | DIABOLIK LOVERS VERSUS SONG REQUIEM（2）Bloody Night Vol.I アヤトVSスバル                       | 逆巻スバル（近藤隆） | 「→REDRUM←」 | ゲーム『DIABOLIK LOVERS』関連曲                                               |
| 2015年 | 10月21日 | マドモ★アゼル                                                                                   | PENTACLE★ | 「マドモ★アゼル」 | テレビアニメ『Dance with Devils』エンディングテーマ                           |
| 2015年 | 10月21日 | マドモ★アゼル                                                                                   | 四皇學園生徒会 | 「革命前夜 -The Eve of the Revolution-」                                                                              | テレビアニメ『Dance with Devils』関連曲                                       |
| 2015年 | 11月4日  | Dance with Devils キャラクターシングル2 楚神ウリエ                                              | 楚神ウリエ（近藤隆） | 「キミはエストレージャ」                                                                                              | テレビアニメ『Dance with Devils』関連曲                                       |
| 2015年 | 11月4日  | Dance with Devils キャラクターシングル2 楚神ウリエ                                              | 楚神ウリエ（近藤隆） | 「誘惑❤amor」 | テレビアニメ『Dance with Devils』挿入歌                                       |
| 2015年 | 12月25日 | Dance with Devils ミュージカルコレクション「Dance with Destinies」                              | 四皇學園生徒会 | 「我ら四皇學園生徒会」                                                                                                | テレビアニメ『Dance with Devils』挿入歌                                       |
| 2015年 | 12月25日 | Dance with Devils ミュージカルコレクション「Dance with Destinies」                              | 楚神ウリエ（近藤隆）、南那城メィジ（木村昴）、棗坂シキ（平川大輔） | 「EMOLIAR」 | テレビアニメ『Dance with Devils』挿入歌                                       |
| 2015年 | 12月25日 | Dance with Devils ミュージカルコレクション「Dance with Destinies」                              | Grimoire all star cast | 「Crazy about you」                                                                                                   | テレビアニメ『Dance with Devils』挿入歌                                       |
| 2015年 | 12月29日 | やはりこのキャラソンはまちがっている。続                                                        | 比企谷八幡（江口拓也）with 葉山隼人（近藤隆） & 戸部翔（堀井茶渡） | 「本物が欲しければ」                                                                                                  | テレビアニメ『やはり俺の青春ラブコメはまちがっている。続』関連曲              |
| 2015年 | -        | Dance with Devils Blu-ray&DVD 全巻購入特典（アニメイト）オリジナルCD                            | PENTACLE★ | 「覚醒のAir starring PENTACLE★」                                                                                      | テレビアニメ『Dance with Devils』関連曲                                       |
| 2016年 | 1月22日  | 仲吉商店街、恋の湯 営業中！楽曲集「Memories」                                                   | 酒生篤（近藤隆） | 「やさしい涙」 | ドラマCD『仲吉商店街、恋の湯 営業中!』第5巻エンディングテーマ                 |
| 2016年 | 2月24日  | DIABOLIK LOVERS LUNATIC PARADE 「Fanatic of Night」                                             | 逆巻アヤト（緑川光）、逆巻カナト（梶裕貴）、逆巻ライト（平川大輔）、逆巻シュウ（鳥海浩輔）、逆巻レイジ（小西克幸）、逆巻スバル（近藤隆） | 「Fanatic of Night」                                                                                                  | ゲーム『DIABOLIK LOVERSLUNATIC PARADE』オープニングテーマ                     |
| 2016年 | 3月23日  | アイ★チュウ アルバム「soleil」                                                                  | Twinkle Bell | 「ミラクル☆トゥインクル」 「Just one kiss」                                                                           | ゲーム『アイ★チュウ』関連曲                                                   |
| 2016年 | 4月3日   | Scared Rider Xechs「LAG PARTY HALATION」                                                        | 津賀・ユゥジ（近藤隆）、鞍馬ヒロ（下野紘） | 「LAG PARTY HALATION」                                                                                                | 『Scared Rider Xechs』関連曲                                                  |
| 2016年 | 4月22日  | BL(U)CK BASIS                                                                                   | PENTACLE★★ | 「BL(U)CK BASIS」 | ゲーム『Dance with Devils』エンディングテーマ                                 |
| 2016年 | 8月26日  | 『ツキウタ。THE ANIMATION』主題歌                                                               | Procellarum | 「LOLV -Lots of Love-」                                                                                               | テレビアニメ『ツキウタ。THE ANIMATION』主題歌                                 |
| 2016年 | 8月31日  | Dance with Devils ユニットシングル1 鉤貫レム vs 楚神ウリエ                                      | 鉤貫レム（斉藤壮馬）、楚神ウリエ（近藤隆） | 「焦燥のトライアングル」                                                                                              | ゲーム『Dance with Devils』関連曲                                             |
| 2016年 | 9月21日  | アイ★チュウ creation 05.Twinkle Bell                                                            | Twinkle Bell | 「We are I★CHU!」 「Funk-a-beat」                                                                                     | ゲーム『アイ★チュウ』関連曲                                                   |
| 2016年 | 10月5日  | TVアニメスカーレッドライダーゼクス レゾナンスソングシリーズ Vol.3                               | 津賀ユゥジ（近藤隆）、ディバイザー（小山力也） | 「Nameless Oath」 | テレビアニメ『スカーレッドライダーゼクス』関連曲                              |
| 2016年 | 10月5日  | TVアニメスカーレッドライダーゼクス レゾナンスソングシリーズ Vol.3                               | 津賀ユゥジ（近藤隆） | 「Nameless Oath」 | テレビアニメ『スカーレッドライダーゼクス』関連曲                              |
| 2016年 | 12月23日 | ツキウタ。 THE ANIMATION 第4巻（DVD・BD）エンディング曲特典CD                                   | 長月夜（近藤隆） | 「nox〜風のレコード〜」                                                                                               | テレビアニメ『ツキウタ。 THE ANIMATION』エンディングテーマ                    |
| 2017年 | 2月15日  | DIABOLIK LOVERS LOST EDEN「常夜KNOW UNDER SKIN」                                                | 逆巻アヤト（緑川光）、逆巻カナト（梶裕貴）、逆巻ライト（平川大輔）、逆巻シュウ（鳥海浩輔）、逆巻レイジ（小西克幸）、逆巻スバル（近藤隆） | 「常夜KNOW UNDER SKIN」                                                                                               | ゲーム『DIABOLIK LOVERS LOST EDEN』オープニングテーマ                         |
| 2017年 | 3月22日  | DIABOLIK LOVERS Sadistic Song Vol.6「SQueeze...」                                               | 逆巻スバル（近藤隆） | 「SQueeze…」 | ゲーム『DIABOLIK LOVERS』関連曲                                               |
| 2017年 | 3月22日  | アイ★チュウ アルバム「glace」                                                                   | Twinkle Bell | 「メカニカル☆ラブ」 「ちゃちゃ めっちゃ I love you」                                                                  | ゲーム『アイ★チュウ』関連曲                                                   |
| 2017年 | 3月24日  | ツキウタ。 THE ANIMATION 第7巻（DVD・BD）エンディング曲特典CD                                   | Six Gravity、Procellarum | 「ツキノウタ」 | テレビアニメ『ツキウタ。 THE ANIMATION』挿入歌                                |
| 2017年 | 4月26日  | DIABOLIK LOVERS Bloody Songs -SUPER BEST III                                                    | 逆巻カナト（梶裕貴）、逆巻スバル（近藤隆） | 「カレイドナイト」 | ゲーム『DIABOLIK LOVERS』関連曲                                               |
| 2017年 | 6月21日  | アイ★チュウ 〜シャッフルユニットミニアルバム〜                                                  | Grandmaster | 「刹那のマシェリ」 | ゲーム『アイ★チュウ』関連曲                                                   |
| 2017年 | 8月30日  | ŹOOĻデビューシングル「Poisonous Gangster」                                                      | ŹOOĻ | 「Poisonous Gangster」 「LOOK AT…」                                                                                   | ゲーム『アイドリッシュセブン』関連曲                                          |
| 2018年 | 1月24日  | Dance with Eternity                                                                             | 鉤貫レム（斉藤壮]）、立華リンド（羽多野渉）、楚神ウリエ（近藤隆）、南那城メィジ（木村昴）、棗坂シキ（平川大輔）、ローエン（鈴木達央）、ジェキ（鈴木裕斗）、マリウス（豊永利行）                                                                          | 「スイート・グリモワール！」                                                                                          | 劇場アニメ『Dance with Devils-Fortuna-』オープニングテーマ                    |
| 2018年 | 2月14日  | Making Love!!〜未来への鍵〜                                                                     | トム・コリンズ（近藤隆）、ムーラン・ルージュ（諏訪部順一）、ソルティ・ドッグ（榎木淳弥）、テキーラ・サンライズ（島﨑信長）、エメラルドミスト（古川慎）、マティーニ（江口拓也）                                                                           | 「Making Love!!〜未来への鍵〜」                                                                                       | ゲーム『カクテル王子』主題歌                                                  |
| 2018年 | 2月28日  | 続『刀剣乱舞-花丸-』歌詠集 其の八                                                               | 大和守安定（市来光弘）、加州清光（増田俊樹）、浦島虎徹（福島潤）、一期一振（田丸篤志）、蜻蛉切（櫻井トオル）、日本号（津田健次郎）、小狐丸（近藤隆）、岩融（宮下栄治）                                                                                   | 「花丸印の日のもとで ver.8」                                                                                          | テレビアニメ『続 刀剣乱舞-花丸-』オープニングテーマ                           |
| 2018年 | 4月4日   | fleur                                                                                           | Twinkle Bell | 「カンフーガール」 | ゲーム『アイ★チュウ』関連曲                                                   |
| 2018年 | 5月25日  | 劇場版 Dance with Devils-Fortuna- BD・DVD特典CD                                                 | PENTACLE★★ | 「光れCAROL」 | ゲーム『Dance with Devils My Carol』主題歌                                    |
| 2018年 | 9月5日   | Own The Night〜イケメンライブ 恋の歌をキミに イケラブ 1st ALBUM〜                               | 朱真遥音（KENN）、銀波律（蒼井翔太）、東雲詠介（谷山紀章）、蘇芳楽（梶裕貴）、眞白奏（深町寿成）、千草響一郎（伊東健人）、天宮アンリ（大河元気）、藍墨晃揮（近藤隆）、藤代旋（黒田崇矢）、銀波弓弦（植田圭輔）、椿麻琴（小野友樹）、木蘭宗詩（市川太一） | 「最愛PHRASE」 | ゲーム『イケメンライブ 恋の歌をキミに』主題歌                                 |
| 2019年 | 3月20日  | アイ★チュウ BEST ALBUM アイ盤                                                                   | Twinkle Bell | 「誓いのサンタクロース」                                                                                              | ゲーム『アイ★チュウ』関連曲                                                   |
| 2019年 | 11月6日  | ラフラフ！-laugh life- 3rd Round                                                                | Corner Craver | 「Performers' Anthem」                                                                                                | 『ラフラフ！-laugh life-』関連曲                                              |
| 2019年 | 11月20日 | KING OF FIRE                                                                                    | テリー・ボガード（近藤隆）、アンディ・ボガード（深町寿成）、ジョー・東（沢城千春） | 「Just Keep Goin'」                                                                                                   | ゲーム『THE KING OF FIGHTERS for GIRLS』関連曲                                |
| 2020年 | 1月15日  | Bang!Bang!Bang!                                                                                 | ŹOOĻ | 「Bang!Bang!Bang!」 「ZONE OF OVERLAP」                                                                               | ゲーム『アイドリッシュセブン』関連曲                                          |
| 2020年 | 3月15日  | Wonderful Octave 御堂虎於                                                                       | 御堂虎於（近藤隆） | 「午前4時のDusty Love」 「Wonderful Octave」                                                                          | ゲーム『アイドリッシュセブン』関連曲                                          |
| 2020年 | 6月26日  | White Sparks                                                                                    | Procellarum | 「White Sparks」 | テレビアニメ『ツキウタ。 THE ANIMATION2』オープニングテーマ                   |
| 2020年 | 8月19日  | 遙かなる時空の中で7 ヴォーカル集 深紅の歌                                                       | 平島義近（近藤隆） | 「来たれ太平の世」 | ゲーム『遙かなる時空の中で7』関連曲                                           |
| 2020年 | 10月7日  | HELIOS Rising Heroes エンディングテーマ Vol.1                                                   | サウスセクター | 「LIVE THE MOMENT」                                                                                                   | ゲーム『エリオスライジングヒーローズ』エンディングテーマ                      |
| 2020年 | 11月25日 | einsatZ                                                                                         | ŹOOĻ | 「4-ROAR」 「LOOK AT... -Album Edition-」 「ササゲロ -You Are Mine-」 「Ache」 「Poisonous Gangster -Album Edition-」 | ゲーム『アイドリッシュセブン』関連曲                                          |
| 2020年 | 11月25日 | einsatZ                                                                                         | 狗丸トウマ（木村昴）、御堂虎於（近藤隆） | 「Drift driving」 | ゲーム『アイドリッシュセブン』関連曲                                          |
| 2020年 | 11月27日 | やはりこのキャラソンはまちがっている。完                                                        | 葉山隼人（近藤隆） | 「regret」 | テレビアニメ『やはり俺の青春ラブコメはまちがっている。完』関連曲              |
| 2020年 | 12月2日  | ラフラフ！-Laugh Life- Final Round                                                              | Geraxy、Ridiculs、Corner Craver | 「Laugh or Die」 | 『ラフラフ！-laugh life-』関連曲                                              |
| 2020年 | 12月23日 | OUVERTURE                                                                                       | Twinkle Bell | 「永遠Travelers 〜ヒカリノアシタヘ〜」                                                                                | ゲーム『アイ★チュウ Étoile Stage』関連曲                                      |
| 2021年 | 2月24日  | 一番星                                                                                          | アイチュウ | 「一番星の歌〜未来のレジェンド伝説〜」                                                                                | テレビアニメ『アイ★チュウ』オープニングテーマ                                 |
| 2021年 | 6月25日  | ルミナ                                                                                          | 長月夜（近藤隆） | 「ルミナ」 | 『ツキウタ。』関連曲                                                          |
| 2021年 | 7月30日  | ツキウタ。 THE ANIMATION2 BD・DVD第5巻特典CD                                                    | 長月夜（近藤隆） | 「月面観測」 | テレビアニメ『ツキウタ。 THE ANIMATION2』エンディングテーマ                   |
| 2021年 | 8月25日  | HELIOS Rising Heroes エンディングテーマ Vol.5                                                   | 鳳アキラ（豊永利行）、ウィル・スプラウト（近藤隆）、如月レン（石谷春貴） | 「繋がるWinding Days」                                                                                                | ゲーム『エリオスライジングヒーローズ』エンディングテーマ                      |
| 2021年 | 12月24日 | ツキウタ。 THE ANIMATION2 BD・DVD第7巻特典CD                                                    | Six Gravity、Procellarum | 「月ノ詩。」 | テレビアニメ『ツキウタ。 THE ANIMATION2』エンディングテーマ                   |
| 2022年 | 6月8日   | Survivor                                                                                        | ŹOOĻ | 「Survivor」 「No Sacrifice」                                                                                         | ゲーム『アイドリッシュセブン』関連曲                                          |
| 2022年 | 8月17日  | アイドリッシュセブン 7th Anniversary Song "CROSSOVER ROTATION"                                  | IDOLiSH7、TRIGGER、Re:vale、ŹOOĻ | 「CROSSOVER ROTATION」                                                                                                | ゲーム『アイドリッシュセブン』関連曲                                          |
| 2022年 | 8月17日  | アイドリッシュセブン 7th Anniversary Song "CROSSOVER ROTATION"                                  | ŹOOĻ | 「CROSSOVER ROTATION -Focus on ŹOOĻ- (short ver.)」                                                                   | ゲーム『アイドリッシュセブン』関連曲                                          |
| 2022年 | 8月31日  | NEVER LOSE, MY RULE                                                                             | ŹOOĻ | 「NEVER LOSE, MY RULE」                                                                                               | ゲーム『アイドリッシュセブン』関連曲                                          |
| 2022年 | 11月9日  | IMPERIAL CHAIN                                                                                  | ŹOOĻ | 「IMPERIAL CHAIN」 「Murky Oath」                                                                                     | テレビアニメ『アイドリッシュセブン Third BEAT!(第2クール)』エンディング主題歌 |
| 2022年 | 12月14日 | Źenit                                                                                           | ŹOOĻ | 「BLACK TIGER」 「Insomnia」 「SUNRIZE」 「RIDING」                                                                   | ゲーム『アイドリッシュセブン』関連曲                                          |
| 2023年 | 3月8日   | BLACK or WHITE 2022                                                                             | ŹOOĻ | 「Utopia」 | ゲーム『アイドリッシュセブン』関連曲                                          |
| 2023年 | 5月24日  | 劇場版アイドリッシュセブン LIVE 4bit Compilation Album "BEYOND THE PERiOD"                      | ŹOOĻ | 「STRONGER & STRONGER」                                                                                               | 劇場版『アイドリッシュセブン LIVE 4bit BEYOND THE PERiOD』関連曲              |
| 2023年 | 5月24日  | 劇場版アイドリッシュセブン LIVE 4bit Compilation Album "BEYOND THE PERiOD"                      | IDOLiSH7、TRIGGER、Re:vale、ŹOOĻ | 「Pieces of The World」 「Welcome, Future World!!!」                                                                  | 劇場版『アイドリッシュセブン LIVE 4bit BEYOND THE PERiOD』関連曲              |
| 2023年 | 5月26日  | 「ツキウタ。」キャラクターCD・5thシーズン6「梔子の花」                                          | 皐月葵（KENN）＆長月夜（近藤隆） | 「梔子の花」 | 『ツキウタ。』関連曲                                                          |
| 2023年 | 8月31日  | 輪舞                                                                                            | ŹOOĻ | 「輪舞」 | ゲーム『アイドリッシュセブン』関連曲                                          |
| 2023年 | 9月29日  | ツキウタ。キャラクターCD・5thシーズン10「ユメイト、君と僕を結ぶ」                               | 長月夜（近藤隆）＆葉月陽（柿原徹也） | 「ユメイト、君と僕を結ぶ」                                                                                            | 『ツキウタ。』関連曲                                                          |
| 2023年 | 9月29日  | ツキウタ。 Dear Dreamer, ver.Six Gravity & Procellarum                                          | Six Gravity、Procellarum | 「Dear Dreamer」 | 『ツキウタ。』関連曲                                                          |
| 2023年 | 12月6日  | Źquare                                                                                          | ŹOOĻ | 「DOMINO」 「Murky Oath -Album Edition-」 「IMPERIAL CHAIN -Album Edition-」 「CONQUEROR」                            | ゲーム『アイドリッシュセブン』関連曲                                          |

### その他参加作品
| 発売日        | 商品名                                    | 歌     | 楽曲 | 備考                                                      |
| ------------- | ----------------------------------------- | ------ | --- | --------------------------------------------------------- |
| 2009年3月18日 | 百歌声爛 -男性声優編- III                 | 近藤隆 | 「TOUGH BOY」 「SARA」 「ルネッサンス情熱」 「ミッドナイト・サブマリン」 「黄金戦士ゴールドライタン」 「アステロイド・ブルース」 「火の鳥」 「ダイアの花」 「SILENT SURVIVOR」 「夢光年」 |                                                           |
| 2009年7月1日  | アニソンぷらす×アニメ☆ダンス コレクション | 近藤隆 | 「モノクロのキス」 |                                                           |
| 2009年12月3日 | SIGNAL 限定版付属主題歌CD                 | 近藤隆 | 「venus kiss」 「I swear...」 | ゲーム『SIGNAL』主題歌                                    |
| 2010年5月26日 | アニメ★ダンス BEST GIG                    | 近藤隆 | 「JAP」 |                                                           |
| 2011年        | パズル                                    | 近藤隆 | 「パズル」 | テレビドラマ『犬飼さんちの犬』主題歌                      |
| 2021年3月5日  | DIVERGED LIGHT                            | 近藤隆 | 「DIVERGED LIGHT」 | ゲーム『テイルズ オブ アスタリア 双星の宿命』テーマソング |